# The Leftovers
The Leftovers (deutsch die Übriggebliebenen, die Restlichen) ist eine US-amerikanische Fernsehserie, welche vom 29. Juni 2014 bis 4. Juni 2017 auf HBO ausgestrahlt wurde. Die deutsche Erstausstrahlung fand am 24. Oktober 2014 auf Sky Atlantic HD statt. Die erste Staffel basiert auf Tom Perrottas gleichnamigem Roman aus dem Jahr 2011. Produziert wurde die Serie unter anderem von dem durch Lost bekannten Produzenten Damon Lindelof; das Drehbuch wurde zusammen mit Tom Perrotta geschrieben. Justin Theroux, Amy Brenneman, Christopher Eccleston und Liv Tyler verkörpern einen Teil der zentralen Hauptrollen. Am 13. August 2014 verlängerte HBO die Serie um eine zweite Staffel. Im Dezember 2015 gab HBO bekannt, dass die Serie eine dritte und finale Staffel erhält, welche vom 16. April bis 4. Juni 2017 ausgestrahlt wurde.
Der Pilotfilm wurde von Lindelof und Perrotta geschrieben und Peter Berg führte Regie.
Die Serie beschäftigt sich u. a. mit dem Thema einer Entrückung. Der fiktive Handlungsstrang setzt drei Jahre nach dem plötzlichen und in der Serie weiterhin unerklärlichen Verschwinden (englisch Sudden Departure) von zwei Prozent der Weltbevölkerung ein.

## Filmische Erzählung
Für die epische Erzählung der The Leftovers ist diese, in der begrifflichen Differenzierung zwischen series und serials, als serials zu verstehen. Die Charaktere der einzelnen Episoden entwickeln sich weiter, Zusammenhänge für den Rezipienten ergeben sich sukzessive mit den einzelnen Folgen. Die Handlungsstränge in den Episoden sind in der Gesamterzählung eingewoben. Damit ist die Handlung der einzelnen Episode Teil einer umfassenderen Gesamtgeschichte.
Ein weiteres Charakteristikum der filmischen Narration ist es, dass sich die Dialoge in der Figurenrede mit leidlich wenig Worten gestalten. Dabei sind es weniger die wortkargen Eigenschaften der eingesetzten Figuren als solche, sondern vielmehr, einerseits die Techniken des visuellen Erzählens (visual storytelling), dem Erzählen einer Geschichte durch Bilder und Szenen sowie andererseits erzählungsimmanent die durch ihr gemeinsames Schicksal in der Handlung geprägten Akteure, deren Möglichkeiten, das emotional Unfassbare in Worte zu kleiden, begrenzt bleiben.
Dabei bedienen sich einige Episoden für die erzählende Handlung („plot“) der Erzähltechnik der nonlinearen Erzählweise (englisch nonlinear narrative). In ihr werden Ereignisse beispielsweise außerhalb der chronologischen Reihenfolge oder auf andere zusammenhängende Weise dargestellt, so dass die gezeigten Ereignisse der Erzählung (Narration) nicht einer direkten Kausalitätsstruktur folgen. Vielmehr werden parallele Handlungsstränge oder das Erzählen einer anderen Geschichte innerhalb des Haupthandlungsstrangs eingefügt.

## Handlung

### Staffel 1
Am 14. Oktober 2011 verschwinden plötzlich und zeitgleich zwei Prozent der Weltbevölkerung spurlos. Drei Jahre danach beschäftigt das Ereignis immer noch viele Menschen. Sie suchen nach der Ursache und dem Grund für die 140 Millionen unerklärlich Verschwundenen.
In der Stadt Mapleton im US-Bundesstaat New York hat der Chef der Polizei Kevin Eugene Garvey jr. durch das Ereignis zwar keine lebenden Angehörigen verloren, trotzdem versucht er, in der jetzigen Welt etwas Normalität zu erzeugen. Gleichzeitig hat er jedoch auch psychische Probleme. Während der Jagd auf einen Wapitihirsch, der in die Vorgärten und Häuser von Mapleton eindringt, kommt es zu einer zufälligen Begegnung mit einer Autofahrerin, die das von ihm verfolgte Tier überfährt; hiernach suchen beide eine „einmalige“  sexuelle Begegnung in einem Motel, bei dem seine Sexualpartnerin während des Geschlechtsverkehrs plötzlich aus dem Bett verschwindet. Kevin lebt in Mapleton zusammen mit seiner Tochter Jill in dem Haus seines Vaters. Sie hat jedoch eine sehr schwierige Beziehung zu ihrem Vater und kapselt sich immer weiter von ihm und der restlichen Außenwelt ab.
Laurie Garvey ist Kevins Ehefrau und arbeitete vor dem 14. Oktober als Psychotherapeutin. Die Ehe der Garveys war zum Zeitpunkt des Ereignisses bereits nicht die beste. Kevin wollte die Familie verlassen und Laurie war schwanger, was jedoch nur sie wusste. Ihr ungeborenes Baby verschwand am 14. Oktober bei einer Ultraschalluntersuchung. Nach einer psychotherapeutischen Sitzung mit einer „Übriggebliebenen“ kann Laurie auf deren Fragen letztlich keine Antwort geben, tief berührt versucht sie später einen Suizid mit Tabletten. Sie schreibt einen Abschiedsbrief, macht ihre Entscheidung aber rückgängig, indem sie ein bewusstes Erbrechen mit Ipecacuanha-Sirup aus ihrer Notfalltasche herbeiführt. Hiernach kleidet sie sich gänzlich in weiß. Nach dem Ereignis schließt sich Laurie der geheimnisvollen Sekte „Die Schuldig Verbliebenen“ (im Original englisch The Guilty Remnant) an. Die Sekte sieht sich als „lebende Mahnung“ an die Menschen, die versuchen, das Ereignis vom 14. Oktober zu vergessen. Aus diesem Grund verlassen die Mitglieder ihre Familien, kommunizieren nur noch schriftlich (Schweigegelübde), kleiden sich einheitlich in Weiß und fallen durch exzessiven Zigarettenkonsum auf. Die Anführerin der „Schuldig Verbliebenen“ ist Patti Levin. Sie war vor dem 14. Oktober bei Laurie in Behandlung und hatte zu diesem Zeitpunkt eine Vorahnung, dass etwas Schreckliches passieren würde. Die „Schuldig Verbliebenen“ umwerben mit ihrer Art zu leben die Menschen in der Stadt. Unter ihnen ist auch Megan Abbott, die eigentlich in Kürze vor den Traualtar treten sollte, aber stattdessen in die Sekte eintritt. Die Sekte plant verschiedene Aktionen in Mapleton, unter anderem brechen sie in die Häuser von Verbliebenen ein, und entwenden Kleider und Familienfotos der Verschwundenen.
Tom Garvey ist Lauries Sohn und Kevins Stiefsohn. Nachdem er das College abgebrochen hatte, schloss er sich dem Guru Holy Wayne an, der wegen seiner Prophezeiungen und des Missbrauchs von Minderjährigen bei den US-Behörden auf der Fahndungsliste steht. Holy Wayne hat ein charismatisches Auftreten und bietet seinen Mitmenschen an, deren Schmerz durch eine Umarmung aufzuheben (englisch hug the pain away). Als es zu einer Razzia durch ein SWAT-Team auf Waynes Anwesen kommt, hilft Tom dem Mädchen Christine zu flüchten. Wayne, der ebenfalls auf der Flucht vor den Behörden ist, gibt Tom die Anweisung, die schwangere Christine zu beschützen, weil ihr Baby ein besonderes sein werde. Doch Tom wendet sich von Wayne ab, als er herausfindet, dass es noch weitere schwangere Mädchen gibt, welche wie Christine auf der Flucht sind, und dass Wayne ihnen die gleiche Geschichte erzählt hat. Nachdem Christines Tochter geboren wurde, lässt sie Tom mit dem Baby im Stich, woraufhin er mit dem Baby nach Mapleton zurückkehrt.
Matt Jamison, Pfarrer der Episcopal Church von Mapleton, deckt die Missetaten von verschwundenen Personen auf, indem er diese auf Flugblättern anprangert und sie in der Stadt verteilt. Ebenso versucht er, die Mitglieder der „Schuldig Verbliebenen“ zum Ausstieg aus der Sekte zu bewegen. Er selbst wird von der Frage gequält, warum er bei dem Ereignis nicht auch verschwunden ist, da er dies als Geste Gottes deutet. Matt pflegt seine Ehefrau Mary, die seit dem 14. Oktober nach einem Autounfall im Wachkoma liegt. Als Matt den Kredit für das Grundstück der Kirche nicht mehr bezahlen kann, wird es von den „Schuldig Verbliebenen“ gekauft.
Nora Elizabeth Jamison Durst ist Matt Jamisons Schwester und hat beim Verschwinden ihren Mann, ihre Tochter und ihren Sohn verloren, und ist damit die einzig Verbliebene ihrer Familie. Ihre Eltern wurden bei einem Brand getötet, als sie sieben Jahre alt war. Sie arbeitet für die „Behörde für plötzliches Verschwinden“ (englisch Department of Sudden Departure), in deren Auftrag sie Angehörige von Verschwundenen befragt. Mit Hilfe der Antworten wird angeblich versucht, ein Muster zu erkennen, um das Verschwinden erklären zu können. Im Gegenzug erhalten die Befragten eine Entschädigungszahlung. Dennoch, hoffnungslos und verzweifelt hält Nora auch nach drei Jahren noch an ihrer Familie fest und sucht vergeblich nach Antworten. Als sie auf einer Tagung der Behörde in New York ihrer Verzweiflung Luft verschafft, tritt ein Mann an sie heran, welcher sie zu Holy Wayne schickt, der sie durch seine Umarmung von ihrer Last befreit. Danach geht Nora eine Beziehung mit Kevin Garvey ein.
Kevin Garvey sr. ist Kevins Vater und ehemaliger Polizeichef von Mapleton. Nach dem 14. Oktober hat er die Stadtbibliothek in Brand gesetzt und sich selbst in die Psychiatrische Klinik eingewiesen. Er gibt zu, dass Stimmen zu ihm sprechen, bezeichnet sich selbst jedoch nicht als verrückt. Als er aus der Psychiatrie flieht, tritt er an Kevin heran und erklärt ihm, dass die Stimmen behaupten, sein Sohn müsse einer Bestimmung nachkommen. Kevin stempelt die Aussagen zwar als Unsinn ab, dennoch würde er seiner Bestimmung nicht entkommen können, sagt sein Vater. Auch spielt eine Ausgabe des National Geographics aus dem Jahr 1972 eine Rolle, Garvey sr. möchte, dass sein Sohn unbedingt diese Ausgabe liest.
Die psychischen Probleme von Kevin Garvey jr. manifestieren sich zunehmend in Träumen, Halluzinationen und unerklärlichen Blackouts. So sieht er zum Beispiel den Jäger Dean, der streunende Hunde erschießt. Zugleich scheint Dean jedoch real zu sein, weil er auf einer Stadtratssitzung spricht und er als Zeuge beim Mord an Gladys, einem Mitglied der „Schuldig Verbliebenen“, aussagt. Eines Tages findet sich Kevin mit Dean und Patti in einer Hütte im Wald wieder. Dean zufolge hat Kevin, der sich an nichts mehr erinnert, Patti entführt und sie an einen Stuhl gefesselt, mit der Absicht, sie umzubringen. Patti erklärt Kevin, dass es darum geht, nicht vergessen zu werden und ein Zeichen zu hinterlassen. Kevin erkennt, dass Patti sterben möchte, tut ihr diesen Gefallen jedoch nicht und bindet sie los. Dean verlässt die Hütte und Patti begeht mit einer zerbrochenen Glasscherbe vor Kevins Augen Selbstmord. Sie verblutet in den Armen von Kevin, der sie retten möchte. Kevin ruft Matt Jamison an und bittet ihn um Hilfe. Beide begraben die Leiche und fahren zurück nach Mapleton. Als sie auf dem Rückweg an einer Raststätte halten, trifft Kevin auf der Toilette auf Holy Wayne, der von den US-Behörden angeschossen wurde. Bevor Wayne stirbt, fragt er Kevin nach einem Wunsch, den er ihm erfüllen könnte. Die Erfüllung des Wunsches würde Holy Wayne zeigen, dass er real ist und kein Betrüger sei. Zuvor wurde Kevin in einem Traum in die Psychiatrie eingewiesen, wo er auf seinen Vater und die tote Patti trifft.
Währenddessen haben die „Schuldig Verbliebenen“ aus den gestohlenen Fotos der verschwundenen Menschen Puppen fertigen lassen und sie eingekleidet. In der Nacht bringen sie die lebensecht wirkenden Puppen in die Häuser der Verbliebenen, woraufhin es zu einem Aufstand der Stadtbewohner gegen die Sekte kommt, bei dem die Häuser der „Schuldig Verbliebenen“ angezündet und die Puppen verbrannt werden. Kevin kann seine Tochter Jill, welche sich zuvor ihrer Mutter Laurie angeschlossen hatte, aus einem der brennenden Häuser retten. Nachdem Nora die Puppen ihrer Familie vorgefunden hat, fasst sie den Entschluss, die Stadt zu verlassen und schreibt einen Abschiedsbrief, den sie Kevin vorbeibringen möchte. Auf der Veranda von Kevins Haus findet sie ein ausgesetztes Baby, das offenbar Christines Tochter ist. Kevin und Jill kehren nach den Ereignissen in der Nacht ebenfalls nach Hause zurück, wo sie auf Nora treffen, die das Baby in den Armen hält.

### Staffel 2
Nachdem Nora das Baby auf Kevins Veranda gefunden hat, nimmt sie es bei sich auf. Nora und Kevin entscheiden sich, zusammenzubleiben und das Baby zu adoptieren. Sie geben ihrer Adoptivtochter den Namen Lily. Kevin, der seinen Job bei der Polizei aufgegeben hat, wirkt zunehmend gestresster, weil er Patti, die tote Anführerin der „Schuldig Verbliebenen“, sieht und sie zu ihm spricht. Jill hält noch Kontakt zu ihrem Stiefbruder Tom, von dem sie erfahren hat, dass ihre adoptierte Schwester Christines Tochter ist und Tom sie bei Kevin ausgesetzt hat. Zwischenzeitlich ist Kevins Vater aus der Psychiatrie entlassen worden und erklärt ihm, dass er zwar immer noch Stimmen hört, diese jetzt jedoch nicht mehr ignoriert und nach Australien gehen wird, so wie es die Stimmen von ihm verlangen.
Kevin und Nora beschließen, Mapleton zusammen mit Jill und Lily zu verlassen. Durch den Verkauf von Noras Haus können sie es sich leisten, ein Haus in der texanischen Kleinstadt Jarden zu kaufen, wo bereits Noras Bruder Matt lebt. Jarden ist der einzige Ort, an dem am 14. Oktober 2011 keine Menschen verschwunden sind. Aufgrund des „Wunders von Jarden“ wurde um die Stadt der Nationalpark „Miracle“ (englisch Miracle National Park) gegründet, welcher Anziehungspunkt für Touristen, Wallfahrtsort für Gläubige, Spiritualisten (New Age, Neue religiöse Bewegung) und Fanatiker aus aller Welt ist. Wegen des Besucherandrangs ist der Zugang zum Nationalpark streng reglementiert, wodurch an der Parkgrenze ein Camp entstanden ist. Nora ersteigert ein heruntergekommenes Haus, in das die Familie zieht. Sie freunden sich mit den Nachbarn an, John und Erika Murphy mit ihren beiden jugendlichen Zwillingskindern Evie und Michael. John, der bei der örtlichen Feuerwehr arbeitet und wegen Mordversuchs an seinem Schwiegervater Virgil im Gefängnis saß, glaubt nicht an das Wunder von Miracle. Dies bringt er gegenüber Scharlatanen, die Profit daraus schlagen wollen, mit physischer Gewalt zum Ausdruck. Seine Frau Erika steht kurz davor, die Familie zu verlassen.
Laurie ist mittlerweile bei den „Schuldig Verbliebenen“ ausgestiegen und kümmert sich zusammen mit ihrem Sohn Tom um andere Aussteiger, welchen er als Spitzel innerhalb der Sekte zum Ausstieg verhilft. Laurie und Tom versuchen, die Aussteiger wieder an ein normales Leben heranzuführen, müssen jedoch erkennen, dass der Ausstieg bei diesen Menschen eine Leere hinterlässt. Aus diesem Grund erzählt Tom ihnen, dass er die Gabe von Holy Wayne besitzt, den psychischen Schmerz der Menschen durch eine Umarmung zu nehmen. Mit der Zeit glaubt Tom jedoch nicht mehr an seine Aufgabe, worauf es zu einem Streit mit seiner Mutter kommt und er sie verlässt. Megan Abbott ist noch immer bei den „Schuldig Verbliebenen“, teilt jedoch nicht mehr jede Auffassung der Sekte und greift zu radikaleren Mitteln. Tom sucht Kontakt zu Megan, um herauszufinden, warum er von ihr sexuell genötigt wurde, als er Spitzel bei den „Schuldig Verbliebenen“ war. Er schließt sich Megan an, um nach Jarden zu kommen, wo sie offenbar eine Aktion plant.
Als eines Nachts die Erde in Jarden bebt, verschwindet Evie zusammen mit zwei Freundinnen spurlos. Kevin, dessen Familie weiß, dass er schlafwandelt, wacht in derselben Nacht, angebunden an einem Betonklotz, in einem ausgetrockneten See auf, an dem das Auto der verschwundenen Mädchen steht. Kevin kann sich wie bei den Vorfällen zuvor an nichts erinnern. Da bei der darauffolgende Suchaktion die Mädchen nicht gefunden werden, geht man davon aus, dass sie wie beim Ereignis am 14. Oktober 2011 verschwunden sind. Das vermeintlich sichere Jarden, das Kevin und Nora für ihre neue Familie ausgewählt haben, weckt Noras alte Ängste wieder. Sie beschäftigt sich mittlerweile mit wissenschaftlichen Ansätzen, um die Ereignisse von damals und heute zu erklären.
Matt pflegt weiterhin seine Ehefrau Mary, die noch immer im Wachkoma liegt, jedoch am ersten Tag, an dem sie nach Jarden zogen, kurz zu Bewusstsein kam. Bei einem Arztbesuch (MRT-Untersuchung) außerhalb des Nationalparks, wird festgestellt, dass seine Frau schwanger ist. Die Tatsache, dass beide vor dem 14. Oktober kein Kind zeugen konnten, seine Frau bei der Ankunft zu Bewusstsein kam und Matt mit ihr an diesem Tag Sex hatte, bekräftigen Matts Glauben an die Wunder in Miracle. Auf dem Heimweg werden den beiden die Armbänder gestohlen und sie können Miracle nicht mehr betreten. Obwohl sie durch John Murphys Beziehungen wieder einreisen könnten, lehnt Matt dessen Hilfe ab, weil John nicht an die Wunder glaubt. Matt beschließt daraufhin, im Camp an der Parkgrenze zu bleiben. Kevin und Nora schmuggeln Mary nach Jarden, wo Nora sie betreut.
Kevin spricht mittlerweile mit Patti und beschließt, Nora von ihr zu erzählen. Nora verlässt ihn daraufhin und Kevin sucht Rat bei Laurie, die auf der Suche nach Tom nach Jarden gekommen ist. Jill beichtet Michael die Probleme ihres Vaters, woraufhin Michael ihm helfen will. Michael bringt Kevin zu seinem Großvater Virgil, der dessen Situation bereits bei seiner Ankunft in Miracle erkannt hat. Später hat Kevin in der Nacht, in der die Mädchen verschwunden sind, Rat bei Virgil gesucht. Um Patti loszuwerden, muss Kevin sie auf der „anderen Seite“ töten. Dazu muss er aber sterben. Virgils Meinung nach hat Kevin einen außergewöhnlichen Widersacher, welcher ihn in jener Nacht vor dem Ertrinken im See gerettet hat. Unter Anleitung von Virgil trinkt Kevin Gift, um zu sterben. Die rettende Spritze mit dem Gegengift entleert Virgil jedoch und bringt sich durch einen Kopfschuss selbst um.
Nach dem Übertritt auf die „andere Seite“ wacht Kevin unter Wasser in einer Hotelbadewanne auf. Über den Fernseher im Hotelzimmer versucht sein Vater, der in Australien ist, mit Kevin Kontakt aufzunehmen und erklärt ihm, dass er Patti in einen Brunnen werfen muss. Im Hotel trifft Kevin unter anderem auf Virgil, Holy Wayne und Gladys. Kevin findet die junge Patti, fährt mit ihr nach Jarden und wirft sie in einen Brunnen, wo sie stirbt. Danach wacht Kevin auf und steigt aus seinem Grab, in dem er zuvor von Michael begraben wurde. Als Kevin nach Hause kommt, wird er verhaftet, weil sein Handabdruck am Auto der Mädchen entdeckt wurde. Er kann sich mittlerweile daran erinnern, was in der Nacht, als die Mädchen verschwunden sind, vorgefallen ist und erklärt John, dass das Verschwinden inszeniert wurde. John glaubt Kevin nicht und sucht nach einer Erklärung, warum seine Tochter der Familie so etwas antun würde. In unkontrollierter Wut erschießt er Kevin.
Am Jahrestag des Verschwindens plant Megan, in Miracle einzudringen, um die Menschen dort genauso leiden zu lassen wie der Rest der Menschheit vier Jahre zuvor. Am selben Tag erwacht Mary bei einem weiteren Erdbeben aus dem Koma und Nora bringt sie zu Matt, der noch immer im Camp außerhalb des Parks lebt. Megan durchfährt mit ihrem Auto und Wohnwagen die Parkschranke und droht, auf der Zufahrtsbrücke eine große Menge Plastiksprengstoff zu zünden. Als Megan verhaftet wird, steigen die drei vermissten Mädchen aus dem Wohnwagen. Nach Ablauf eines Countdowns wird klar, dass es keine Bombe gibt und die Menschen stürmen den Park. Unter ihnen sind auch die Anhänger von Megan und den „Schuldig Verbliebenen“. Auch Matt und Mary versuchen, wieder nach Jarden zu kommen. Nora und Lily können auf der Brücke von Tom vor der Menschenmasse gerettet werden.
Kevin, der von John erschossen wurde, wacht erneut in dem Hotel auf der „anderen Seite“ auf und kann durch Teilnahme an einem Karaoke-Wettbewerb wieder zurückkehren. Nach der Erstürmung Jardens herrscht dort Chaos und Verwüstung.
John findet den schwerverletzten Kevin und bringt ihn nach Hause, wo bereits seine ganze Familie auf ihn wartet.

### Staffel 3
Nachdem die „Schuldig Verbliebenen“ bei einem Drohnenangriff in Jarden getötet wurden, unter denen auch Megan Abbott und Evie Murphy waren, kehrt die Stadt wieder zur „Normalität“ als Wallfahrtsort zurück. Drei Jahre nach diesem Ereignis steht der siebte Jahrestag des plötzlichen Verschwindens bevor.
Kevin Garvey ist mittlerweile Chef der Polizei in Jarden, bei der auch sein Stiefsohn Tom arbeitet. John Murphy hat Kevins Ex-Frau Laurie geheiratet und arbeitet mit ihrer Hilfe als Weissager. Eines Tages tritt der Jäger Dean, aus Mapleton, mit einer wahnhaft interpretierten Beobachtung über die von ihm bejagten Hunde, in das Büro des Polizeichefs Kevin Garvey, der diese Interpretationen aber zurückweist. Später erschießt sein Sohn Tom den Angreifer Dean durch einen gezielten Kopfschuss in Notwehr. Dean hatte versucht, Kevin im Polizeifahrzeug mit gezielten Schüssen aus seinem Gewehr zu töten.
Matt Jamison predigt weiterhin von den Wundern in Jarden, zu denen er seine Frau Mary und seinen dreijährigen Sohn Noah zählt. Doch Mary ist es leid, ihr Leben in Matts unverrückbarem Ort der Wunder zu verbringen und beschließt, mit ihrem Sohn wieder nach Mapleton zu ziehen. Über John und Michael hat Matt mittlerweile von Kevins „Auferstehungen“ erfahren, woraufhin er begonnen hat ein Buch zu schreiben, das er als Nachfolger des Neuen Testaments sieht.
Nora musste ihre Adoptivtochter Lily nach einer Fürsorgeverhandlung an die leibliche Mutter Christine zurückgeben und arbeitet wieder als Fallbearbeiterin für die „Behörde für plötzliches Verschwinden“. Ihre alte Tätowierung, die am linken Unterarm mit den Namenszügen ihrer Kinder gestochen war, hatte sie sich mit einem Emblem des Wu-Tang Clan übertätowieren lassen. Um das Ergebnis zu tarnen, brach sie sich absichtlich ihren Unterarm und musste zeitweise einen Kunststoffgipsverband tragen. Eines Tages tritt der Schauspieler Mark Linn-Baker an sie heran, welcher aus Verzweiflung nach dem plötzlichen Verschwinden seiner Schauspielkollegen bis dato untergetaucht war und jetzt behauptet, dass eine Organisation mittels einer Maschine und durch die Analyse mit Hilfe eines Neutronendetektors, die (fiktive) Neutronenstrahlung nachweisen konnte, und so einen Weg gefunden hat, Menschen an den Ort der Verschwundenen zu bringen. Denn als die Menschen verschwanden, so die Theorie, hätten die Verschwundenen Spuren von Neutronenstrahlung zurückgelassen, die er als (fiktive) Danziger Strahlung mit niedriger Amplitude bezeichnet (englisch Low Amplitude Danziger Radiation (LADR)). Nora wird daraufhin angeboten, sich dem Verfahren zu unterziehen, wozu sie, unter dem Vorwand Undercover für ihre Behörde zu ermitteln, nach Australien reist und von Kevin begleitet wird.
In Melbourne treten die Wissenschaftler mit Nora in Kontakt, wo sie medizinisch untersucht wird und eine Frage beantworten muss, bei der sie jedoch durchfällt. In der Zwischenzeit glaubt Kevin die verstorbene Evie im australischen Frühstücksfernsehen gesehen zu haben und beginnt nach ihr zu suchen. Er findet sie schließlich in einer Bibliothek und muss nach einem Telefonat mit Laurie feststellen, dass es nicht Evie ist. Nach Noras und Kevins Rückschlägen, kommt es schließlich zu einem Streit zwischen den beiden, bei dem Nora Kevins Buch und dessen heilandartige Stellung hinterfragt. Kevin unterstellt Nora, dass sie ihre verschwundenen Kinder dazu verwendet, um sich in eine auferzwungene Opferrolle zu begeben. Kevin verbrennt daraufhin das Buch und verlässt sie.
Kevins Vater ist derweil im australischen Outback unterwegs, wo er auf der Songline wandert und die Lieder der Aborigines lernt, um eine nahende Flut zu verhindern, die seinem Glauben nach am siebten Jahrestag des Verschwindens stattfinden wird. Als der letzte Aborigine Christopher Sunday jedoch bei einem Unfall stirbt, fehlt ihm das letzte Lied. Kevin Sr. steht in Kontakt zu Matt, von dem er auch den Entwurf von Kevins Buch erhalten hat und zu seinem Ärgernis aber nicht darin vorkommt. Nachdem er einen Schlangenbiss überlebt, wird er auf der Farm von Grace Playford versorgt, auf der eine Arche gebaut wird. Von Grace erfährt er, dass sie auf der Suche nach einem Polizisten namens Kevin ist, der übernatürliche Fähigkeiten besitzen soll. Grace fand eine Seite von Kevins Buch bei Kevin Sr. als Grace ihn versorgte und akzeptierte das Gelesene sofort als religiöse Wahrheit. Als Kevins Vater seinen Sohn im Fernsehen sieht, beschließt er, ihn auf die Farm zu holen.
Währenddessen wähnte ein Offizier auf einem französischen U-Boot ein siebenköpfiges apokalyptisches Tier, in einem Vulkan schlummernd, und sorgte für den Abschuss einer Nuklearrakete im Südpazifik, woraufhin alle Zivilflüge in Australien mit einem Start- und Landeverbot belegt werden. Matt will Kevin zum siebten Jahrestag wieder nach Jarden holen und fliegt mit Hilfe eines befreundeten Piloten einer NGO zusammen mit John, Michael und Laurie nach Australien. Da sie jedoch nur auf Tasmanien landen dürfen, nehmen sie eine Fähre nach Melbourne, welche für eine Sexparty von einem Kult der einem Löwen huldigt, gechartert wurde. Dort lernt Matt David Burton kennen, der behauptet, Gott zu sein, nachdem er bei einem Absturz beim Bergsteigen wieder ins Leben zurückgekehrt ist, und Kevin ihm zuvor zweimal auf der „anderen Seite“ begegnet ist. Matt beobachtet, wie Burton einen Passagier über Bord wirft, was für ihn einem Frevel gleichkommt. Bei der Aussprache mit dem vermeintlichen Gott wird Matt klar, dass er sein ganzes Leben sich selbst geopfert hat und jetzt die Krebserkrankung seiner Kindheit zurückgekehrt ist. Daraufhin lässt er von Burton ab, der anschließend beim Verlassen der Fähre vom Löwen zu Tode gebissen wird.
In Melbourne trennen sich die Wege der Vier. Während John und Michael am Flughafen nach Kevin suchen und durch einen Anruf auf seinem Mobiltelefon Kevins Aufenthaltsort erfahren, beschließen Matt und Laurie, Nora zu helfen, welche die Organisation verfolgt, um sich erneut für die Teilnahme an der Verwendung der Neutronenstrahlung zu bewerben. Schließlich können sie die Organisation ausfindig machen. Nora verabschiedet sich von ihrem Bruder Matt und betritt die LADR-Maschine. Laurie fährt auf die Farm zu Kevin, seinem Vater, John und Michael, um sich dort über die bevorstehenden Ereignissen ein Bild zu verschaffen. Im Verlauf der Begegnung zwischen Laurie und Kevin kommt es zu einem sehr offenen Gespräch über ihre Vergangenheit und Beziehung. Am Ende der Unterhaltung steht ein Abschied voneinander.
Auf der Farm hat Kevin beschlossen, erneut auf die „andere Seite“ überzutreten, um für seinen Vater herauszufinden, wie das Lied von Christopher Sunday heißt. Für Grace, die ihre fünf Kinder beim plötzlichen Verschwinden verloren hat, soll er fragen, warum sie an dem Tag keine Schuhe trugen. John bittet Kevin, Evie die Nachricht zu überbringen, dass sie von ihrer Familie geliebt wird. Auf der anderen Seite angekommen, findet sich Kevin in einer Doppelrolle als eineiiger Zwilling wieder: Er ist US-Präsident und in einer anderen Rolle ein Attentäter, der ihn töten soll. Eine Antwort auf seine Fragen bekommt Kevin von den Personen nicht und Evie verleugnet ihren Vater. Die Situation spitzt sich zu, als es zu einer internationalen Krise kommt, bei der die Verteidigungsministerin Patti Levin den Präsidenten zu einem nuklearen Erstschlag gegen den Feind auffordert. Hierfür muss Kevin aber die zweite Hälfte des Aktivierungsschlüssel aus der Brust des mittlerweile gefassten Attentäters entfernen. Kevin sträubt sich zunächst dagegen, entscheidet sich dann aber, den anderen Kevin zu töten, nachdem er aber das Protokoll gelesen hat, welches von der missglückten Beziehungsgeschichte zwischen Nora und ihm handelt. Kevin löst einen Krieg aus, bei dem er hofft, dass die Welt der „anderen Seite“ zerstört wird und er nie wieder zurückkehren kann. Kevin kehrt zurück und setzt sich zu seinem Vater, der nach sintflutartigen Regenfällen auf dem Dach von Graces Haus sitzt.
Jahre später züchtet die sichtlich gealterte Nora im Outback Brieftauben. Über eine Nonne, für die Nora arbeitet, erfährt sie, dass ein älterer Mann namens Kevin nach ihr gefragt hat. Kurz darauf packt Nora ihre Sachen, um den Ort zu verlassen. Kevin steht jedoch bereits vor ihrer Haustür und behauptet zunächst, sie flüchtig aus Mapleton zu kennen. Er lädt sie zu einem Tanz auf einer Feier ein, welche sich als Hochzeit eines Paares herausstellt, das Kevin zufällig kennengelernt hat. Auf Noras Fragen über ihre gemeinsame Vergangenheit antwortet Kevin ausweichend und meint, sie verwechsele ihn mit jemand anderem. Schließlich erzählt er ihr von Matts Beerdigung, seinen Kinder, seinem Enkelkind und quicklebendigen 91-jährigen Vater. Nach dem Tanz geht Nora wieder nach Hause, wo Kevin sie am nächsten Morgen erneut besucht. Er erzählt ihr, dass er einen Neuanfang möchte und schon seit Jahren seinen Urlaub dafür verwendet, um in Australien nach ihr zu suchen. Kevin lebt noch immer in Jarden, wo es allen anderen gut geht.
Nora gesteht ihm, dass Kevin in ihrem letzten Streit recht hatte und sie aus diesem Grund die LADR-Maschine benutzt hat. Als sie an dem Ort der Verschwundenen ankam, stellte sie jedoch fest, dass ihr Mann und ihre Kinder in dieser Version der Welt, in der 98 Prozent der Menschen verschwunden sind, die Glücklichen in einer Welt voller Waisen sind, und Nora für die Menschen dort wie ein Geist erscheinen würde. Sie suchte daraufhin den Erfinder der LADR-Maschine, Dr. Van Eeghen auf und bat ihn, die gleiche LADR-Maschine zu bauen, um wieder zurück teleportiert zu werden. Schließlich schaffte sie es zurück, doch in Anbetracht der vergangenen Zeit befürchtete Nora, dass Kevin ihr nicht glauben würde und nahm keinen Kontakt zu ihm auf. Nun im konkreten Gegenüber nimmt Kevin weinend Noras Hand und sagt, dass er ihr glaubt. Ihr Dialog und die Serie enden mit einer erklärten Chance auf ihre Liebe, Kevin sagt zu ihr, dass sie da sei und Nora antwortet lächelnd affirmativ, „ich bin da“. Die beiden sind im Moment wieder glücklich vereint, während Noras vermisste Brieftauben wieder nach Hause zurückkehren.

## Besetzung und Synchronisation
Die deutsche Synchronisation entstand durch die Synchronfirma Scalamedia GmbH in Berlin nach einem Dialogbuch von Rainer Martens und Cornelius Frommann und unter der Dialogregie von Rainer Martens.

### Hauptbesetzung

Fotografien der Hauptdarsteller (Auswahl)
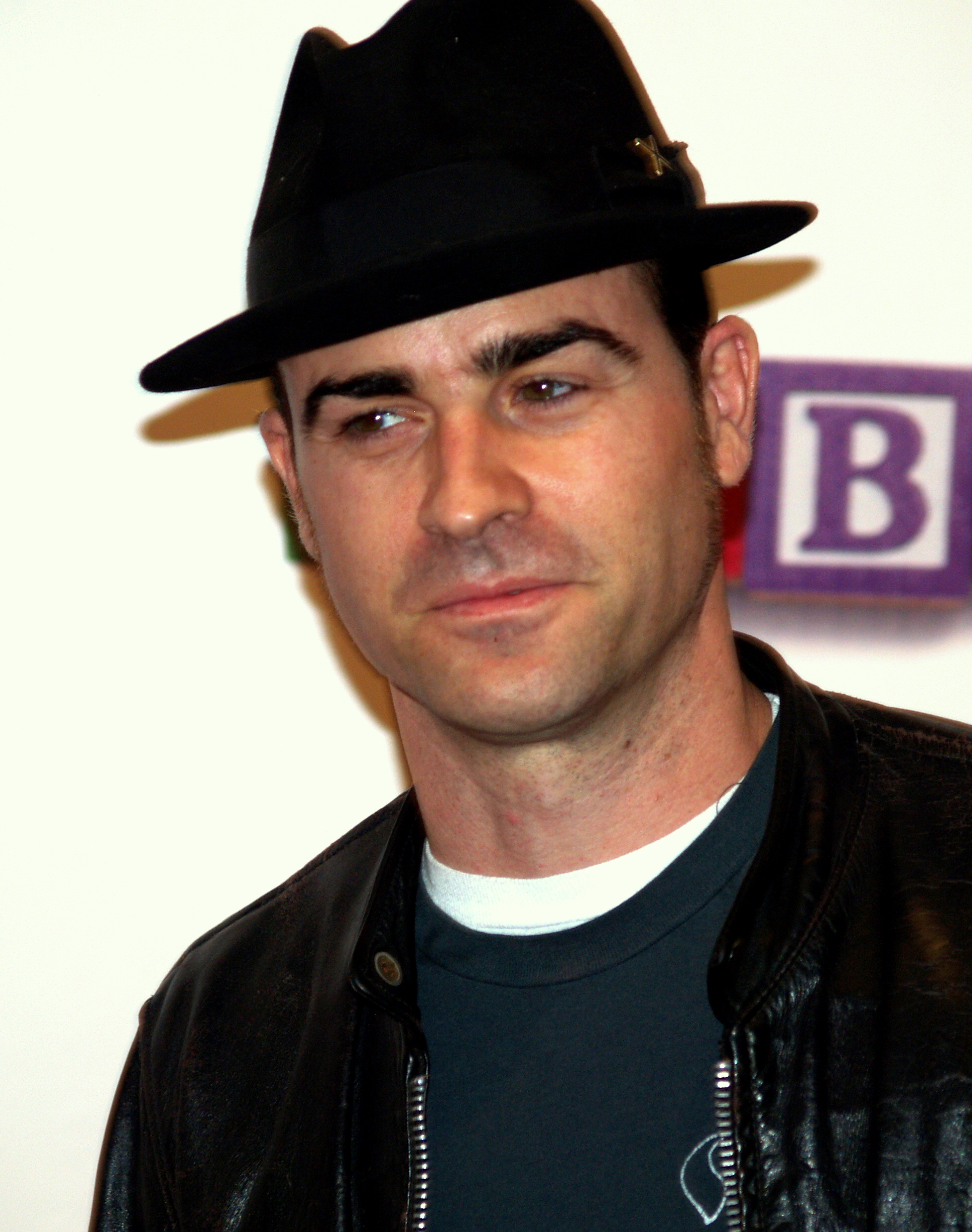
Justin Theroux (2008)
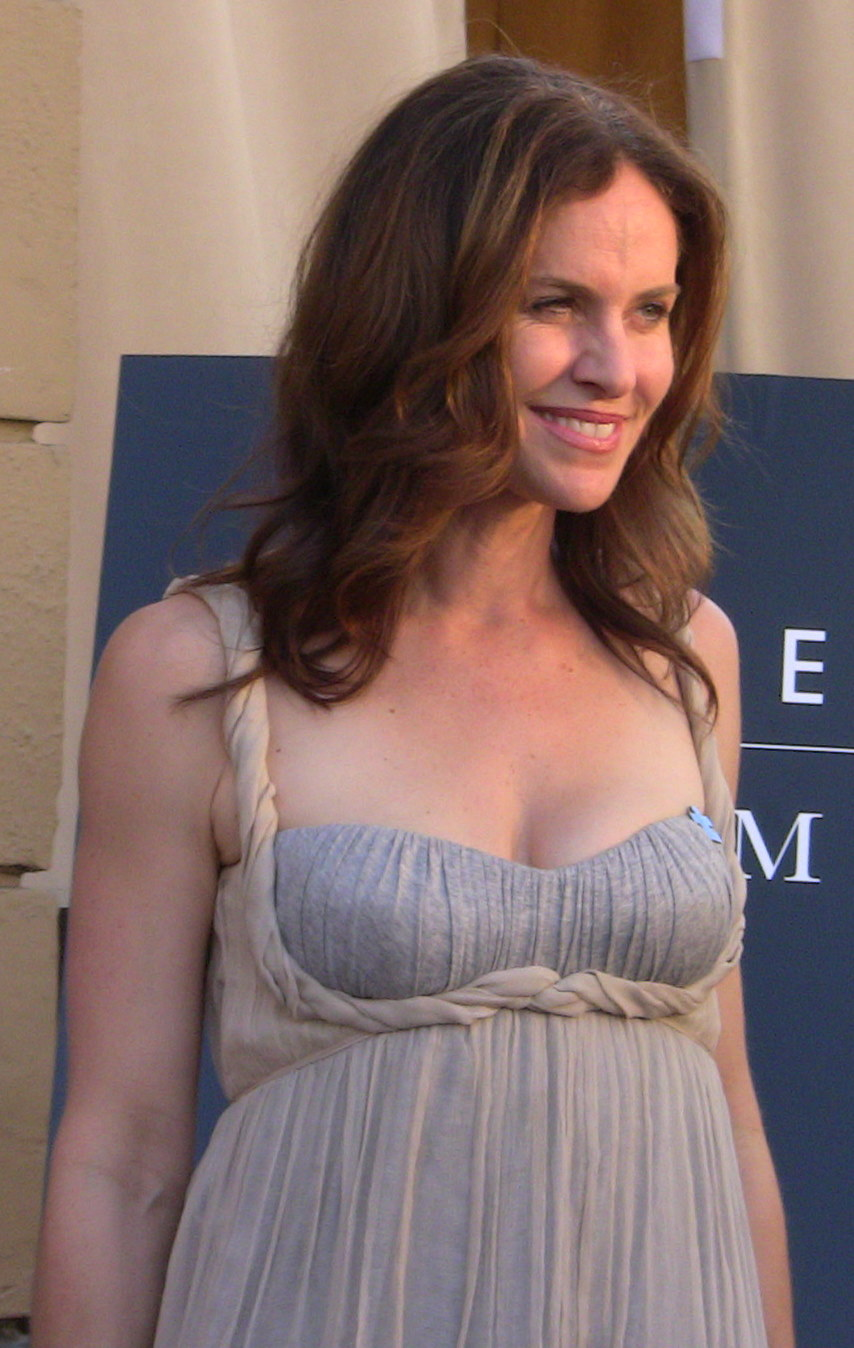
Amy Brenneman (2009)
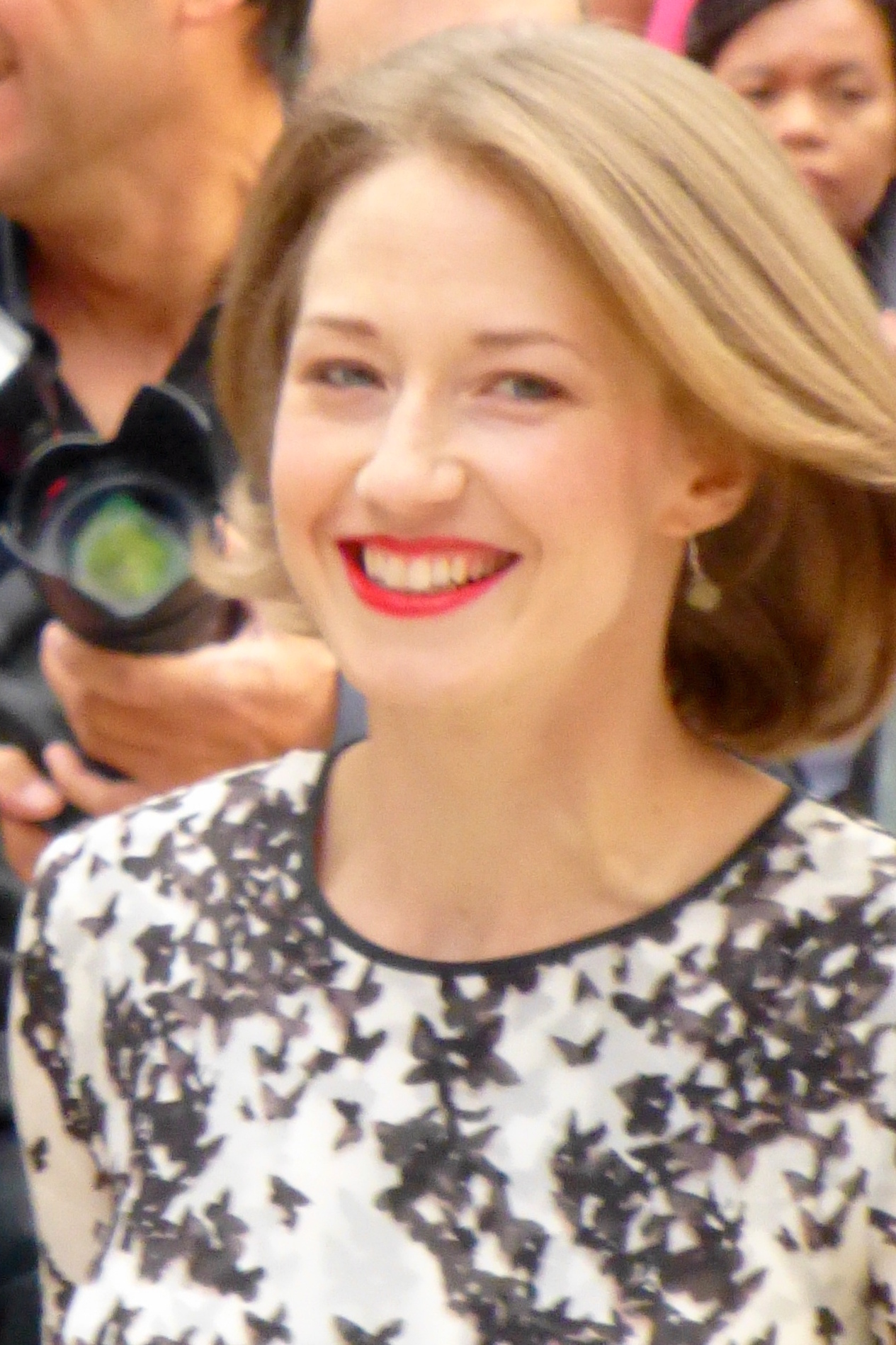
Carrie Coon (2013)
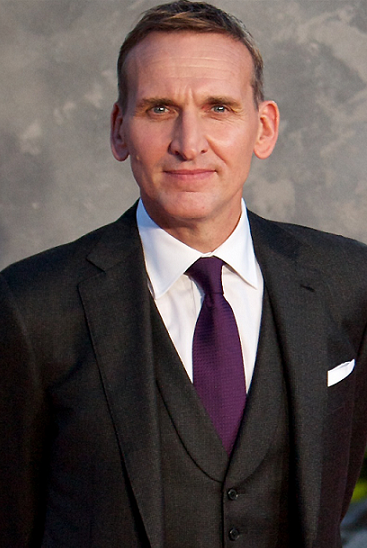
Christopher Eccleston (2013)
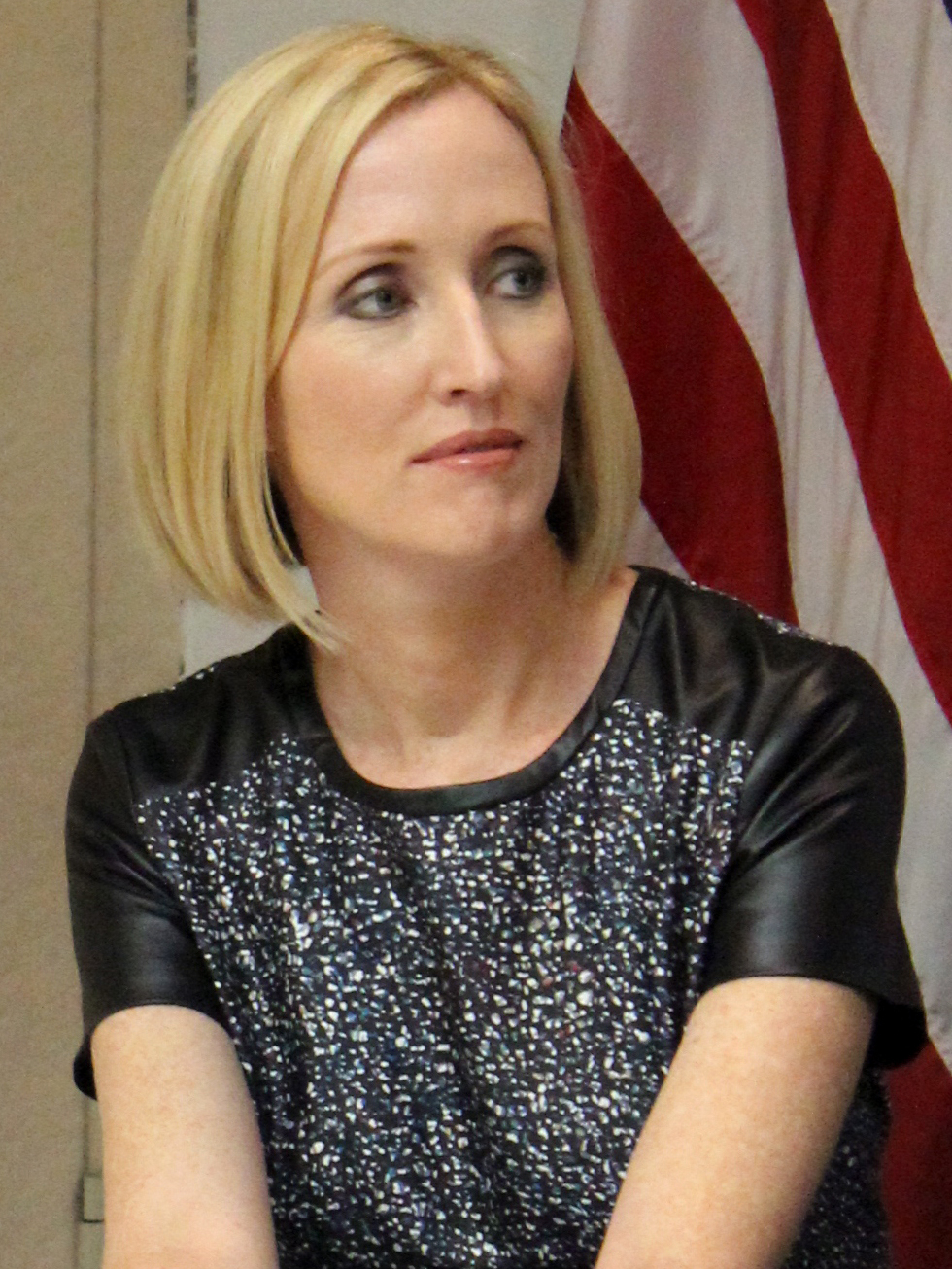
Janel Moloney (2014)
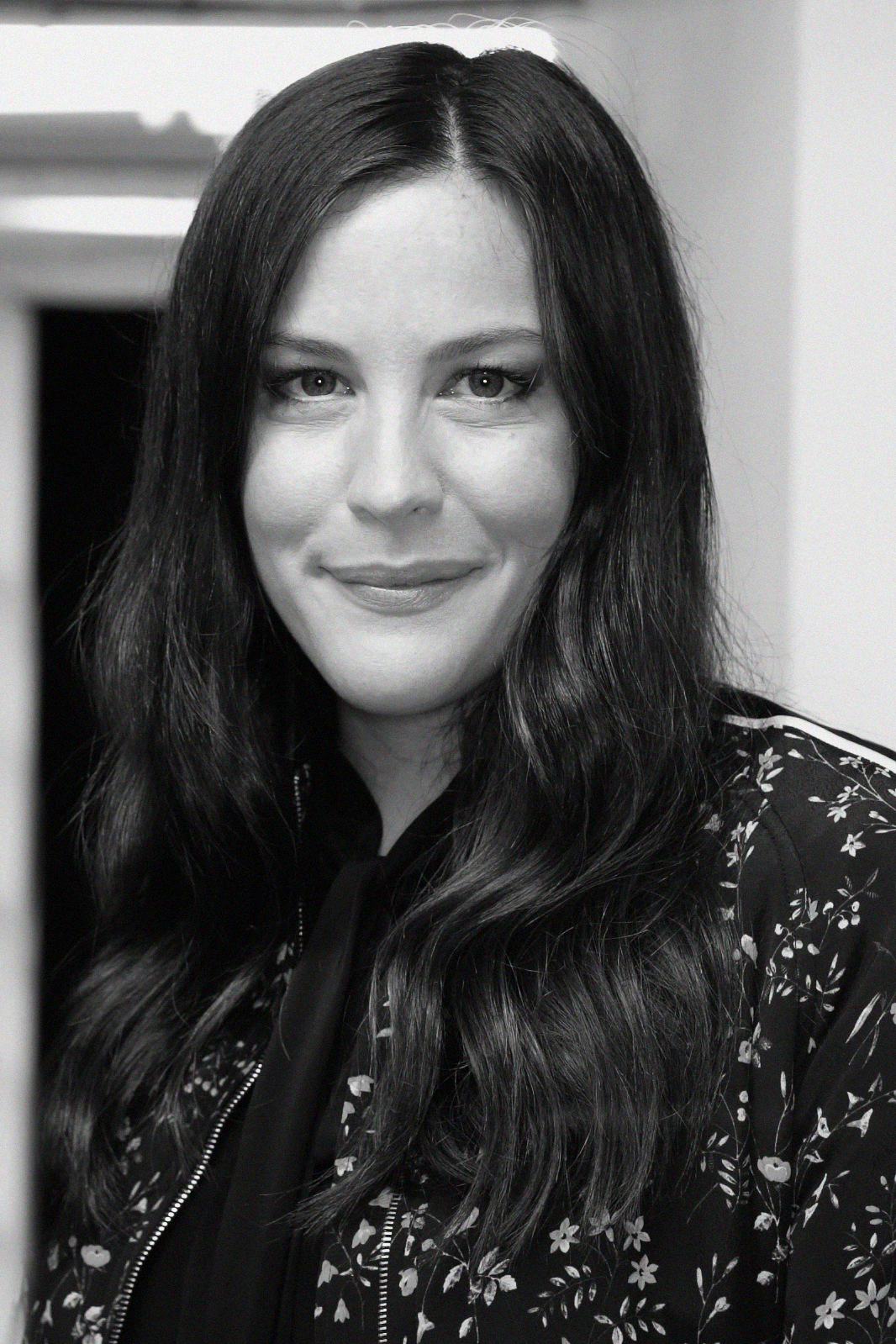
Liv Tyler (2016)
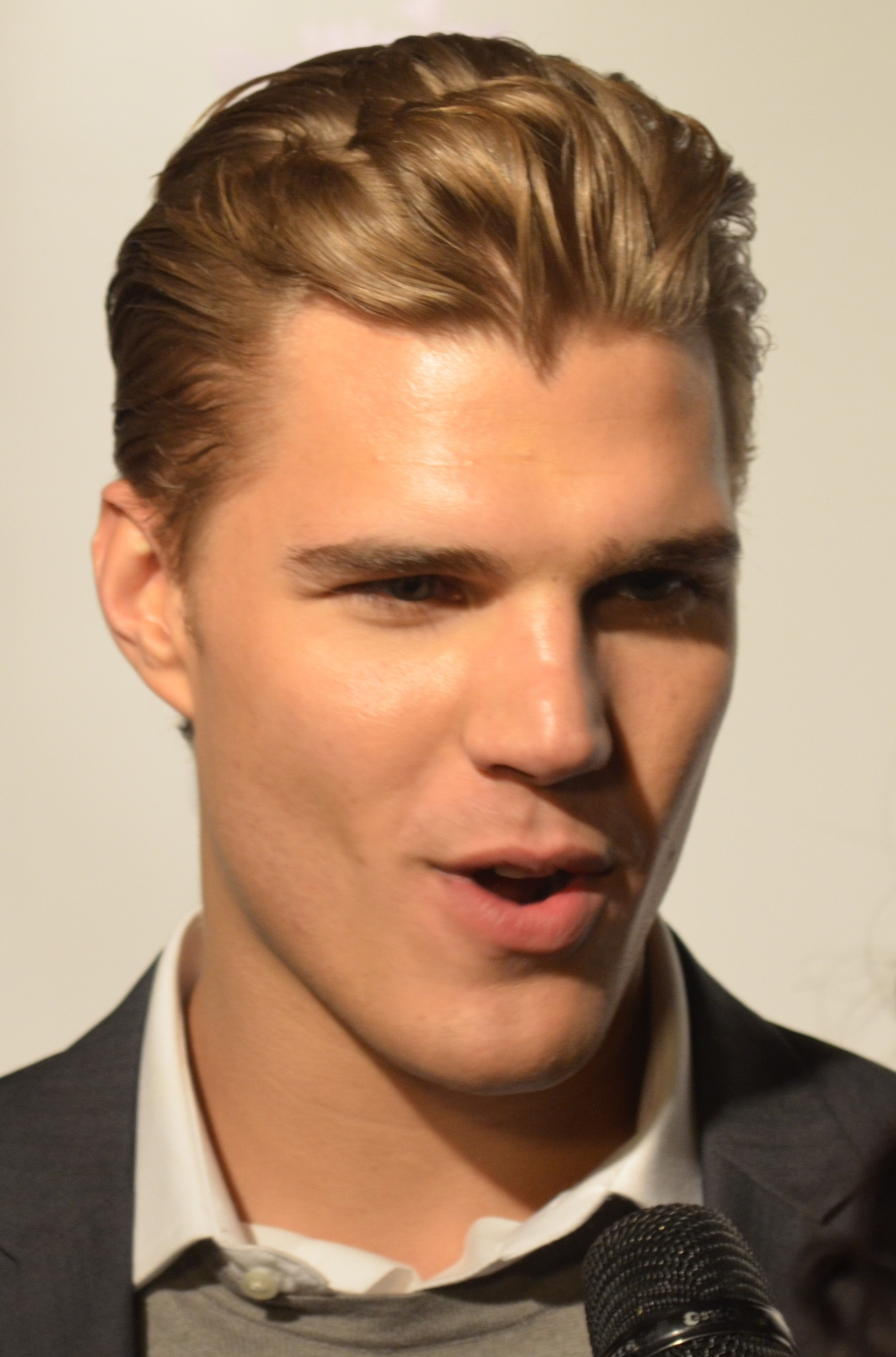
Chris Zylka (2011)
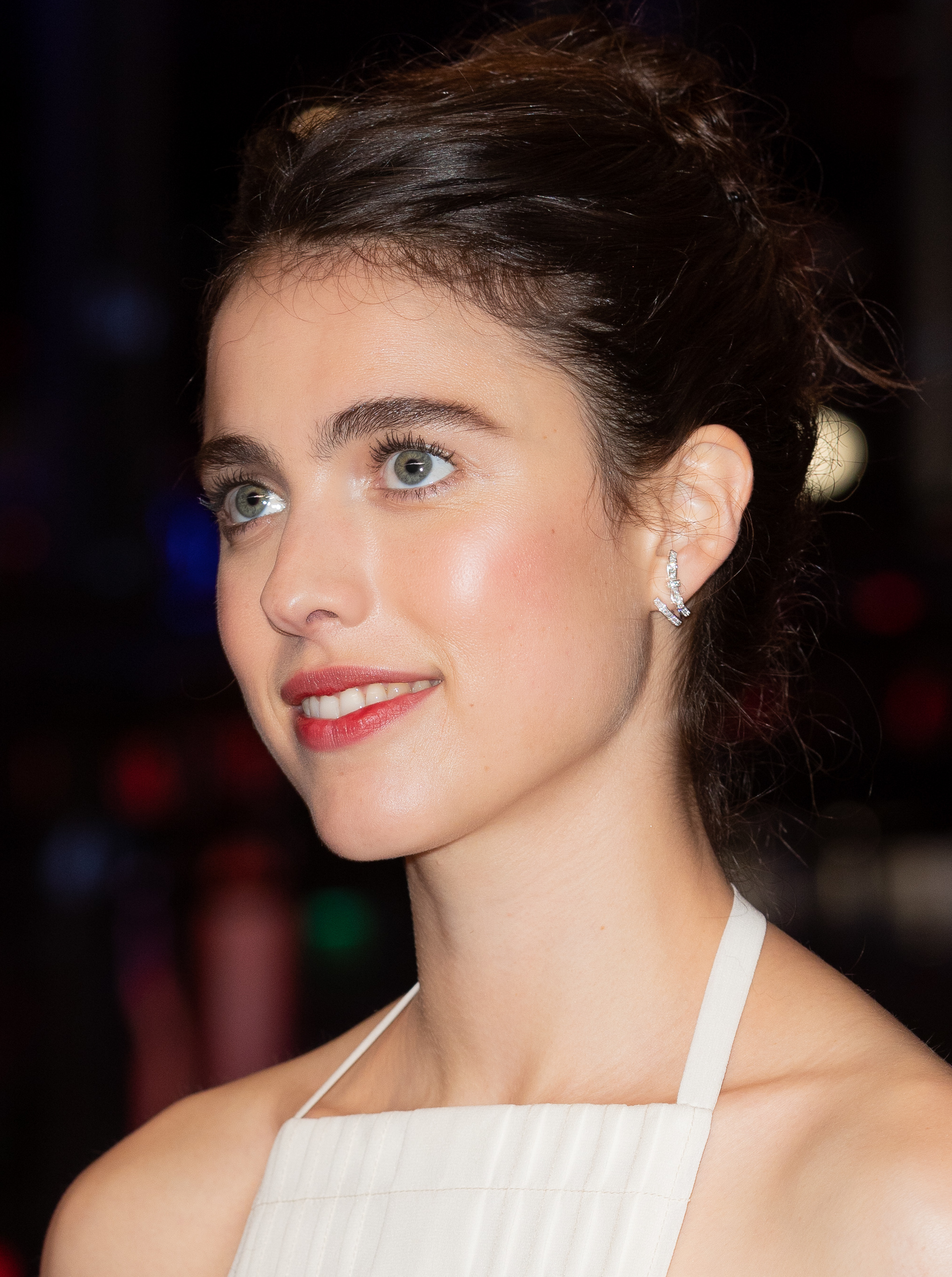
Margaret Qualley (2020)
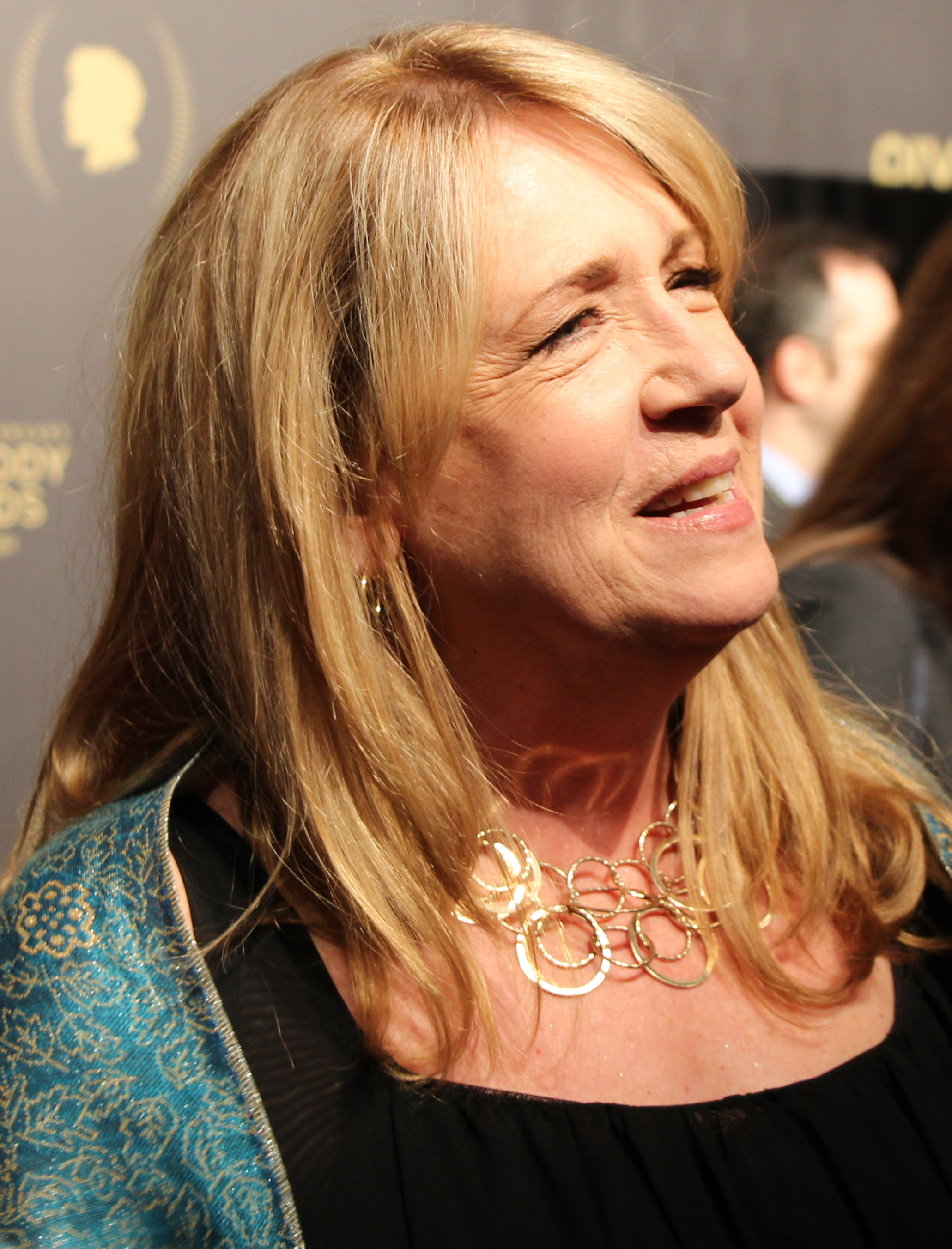
Ann Dowd (2016)
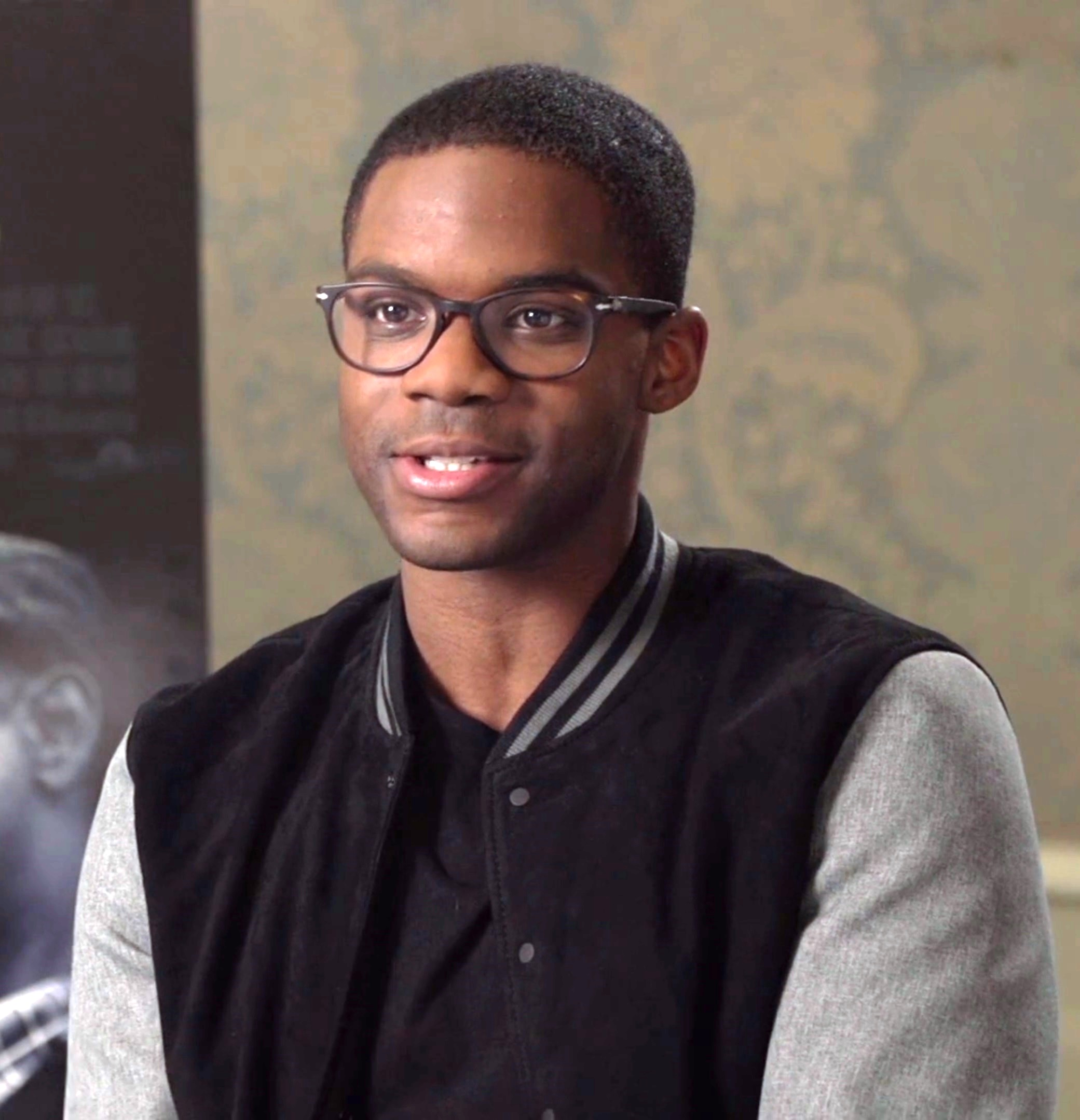
Jovan Adepo (2016)
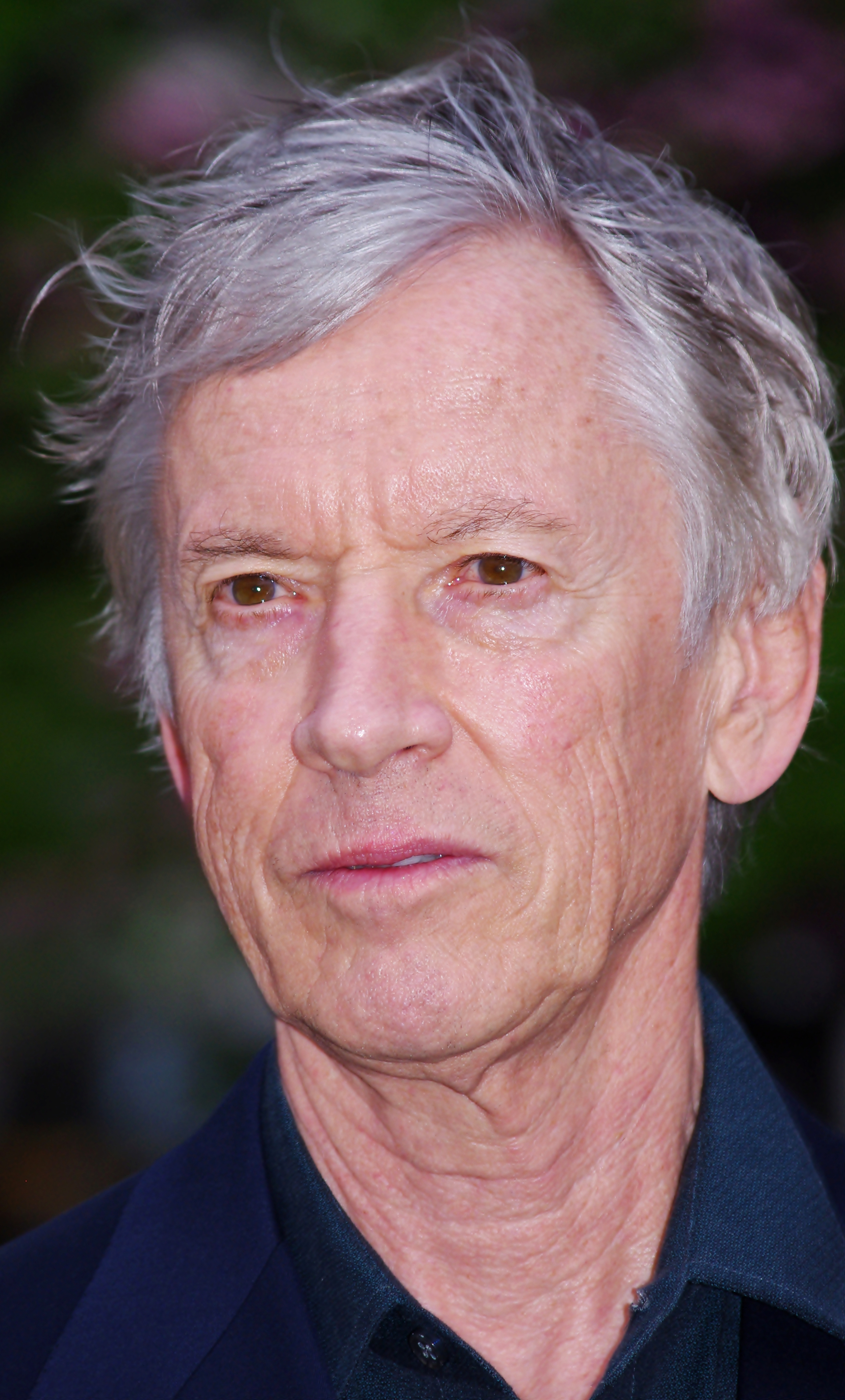
Scott Glenn (2011)

| Rolle                  | Schauspieler          | Hauptrolle (Episoden) | Nebenrolle (Episoden)              | Synchronsprecher   |
| ---------------------- | --------------------- | --------------------- | ---------------------------------- | ------------------ |
| Kevin Garvey, Jr.      | Justin Theroux        | 1.01–3.08             |                                    | Dennis Schmidt-Foß |
| Nora Durst             | Carrie Coon           | 1.01–3.08             |                                    | Antje von der Ahe  |
| Laurie Garvey          | Amy Brenneman         | 1.01–3.08             |                                    | Elisabeth Günther  |
| Matt Jamison           | Christopher Eccleston | 1.01–3.08             |                                    | Bernd Vollbrecht   |
| Megan „Meg“ Abbott     | Liv Tyler             | 1.01–3.01, 3.07       |                                    | Nana Spier         |
| Tom „Tommy“ Garvey     | Chris Zylka           | 1.01–3.02, 3.06       |                                    | Ricardo Richter    |
| Jill Garvey            | Margaret Qualley      | 1.01–3.01, 3.06       |                                    | Lydia Morgenstern  |
| Aimee                  | Emily Meade           | 1.01–1.08             | 1.09–1.10                          | Anne Helm          |
| Patricia „Patti“ Levin | Ann Dowd              | 1.01–2.10, 3.07       |                                    | Joseline Gassen    |
| Mary Jamison           | Janel Moloney         | 2.01–3.01, 3.03       | 1.03, 1.07–1.09                    | Dascha Lehmann     |
| Lucy Warburton         | Amanda Warren         | 1.01–1.10             |                                    | Victoria Sturm     |
| Dean                   | Michael Gaston        | 1.01–1.10             | 3.01, 3.07                         | Lutz Schnell       |
| Adam Frost             | Max Carver            | 1.01–1.10             |                                    | Sandro Blümel      |
| Scott Frost            | Charlie Carver        | 1.01–1.10             |                                    | Till Völger        |
| Christine              | Annie Q.              | 1.01–1.10             | 3.02                               | Victoria Frenz     |
| Erika Murphy           | Regina King           | 2.01–2.10, 3.02       |                                    | Peggy Sander       |
| John Murphy            | Kevin Carroll         | 2.01–3.07             |                                    | Matti Klemm        |
| Michael Murphy         | Jovan Adepo           | 2.01–3.01, 3.05–3.07  |                                    | Paul-Lino Krenz    |
| Kevin Garvey, Sr.      | Scott Glenn           | 3.02–3.07             | 1.02, 1.07, 1.09, 1.10, 2.02, 2.08 | Uli Krohm          |

### Nebenbesetzung

Fotografien der Nebendarsteller (Auswahl)
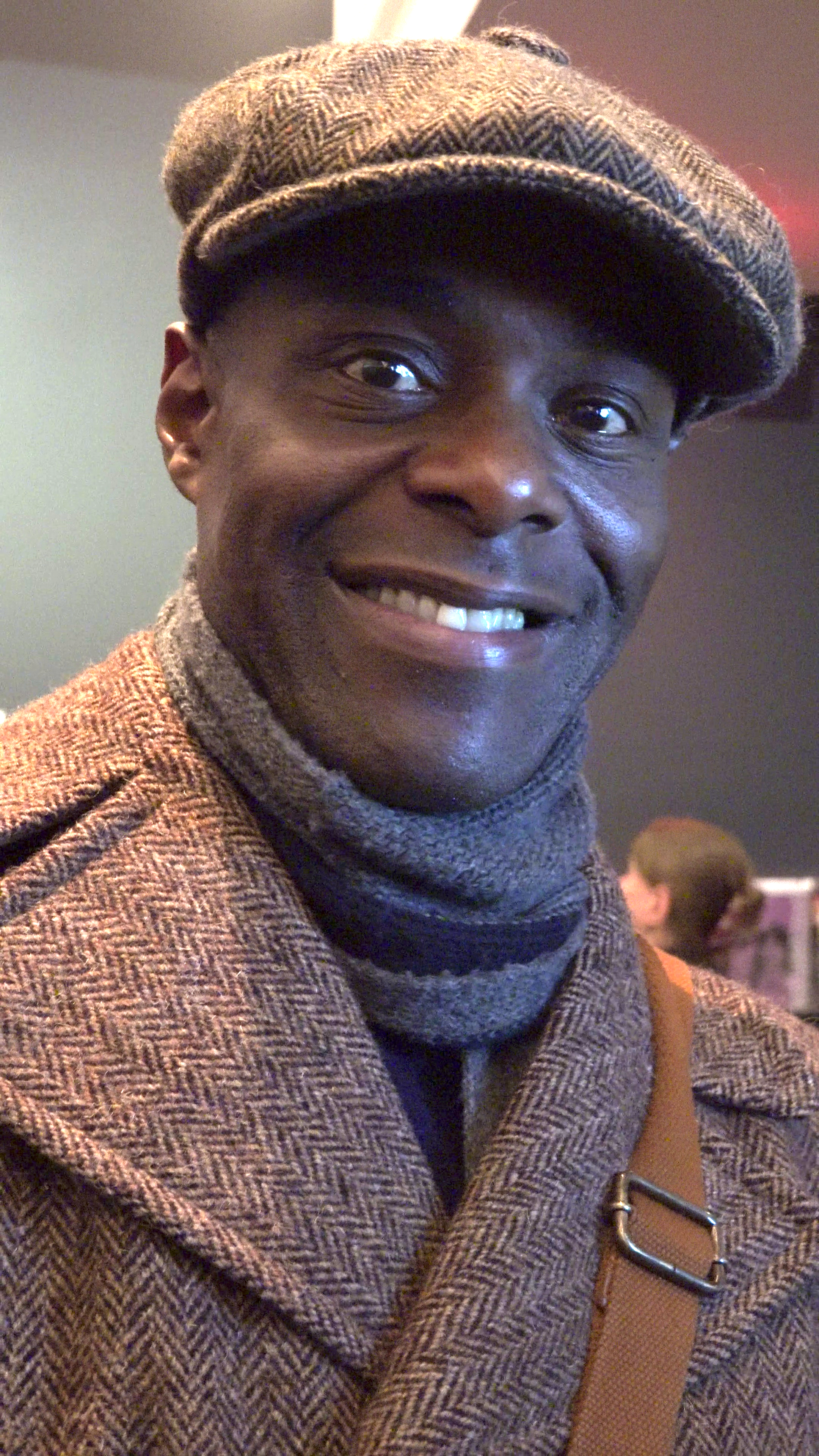
Paterson Joseph
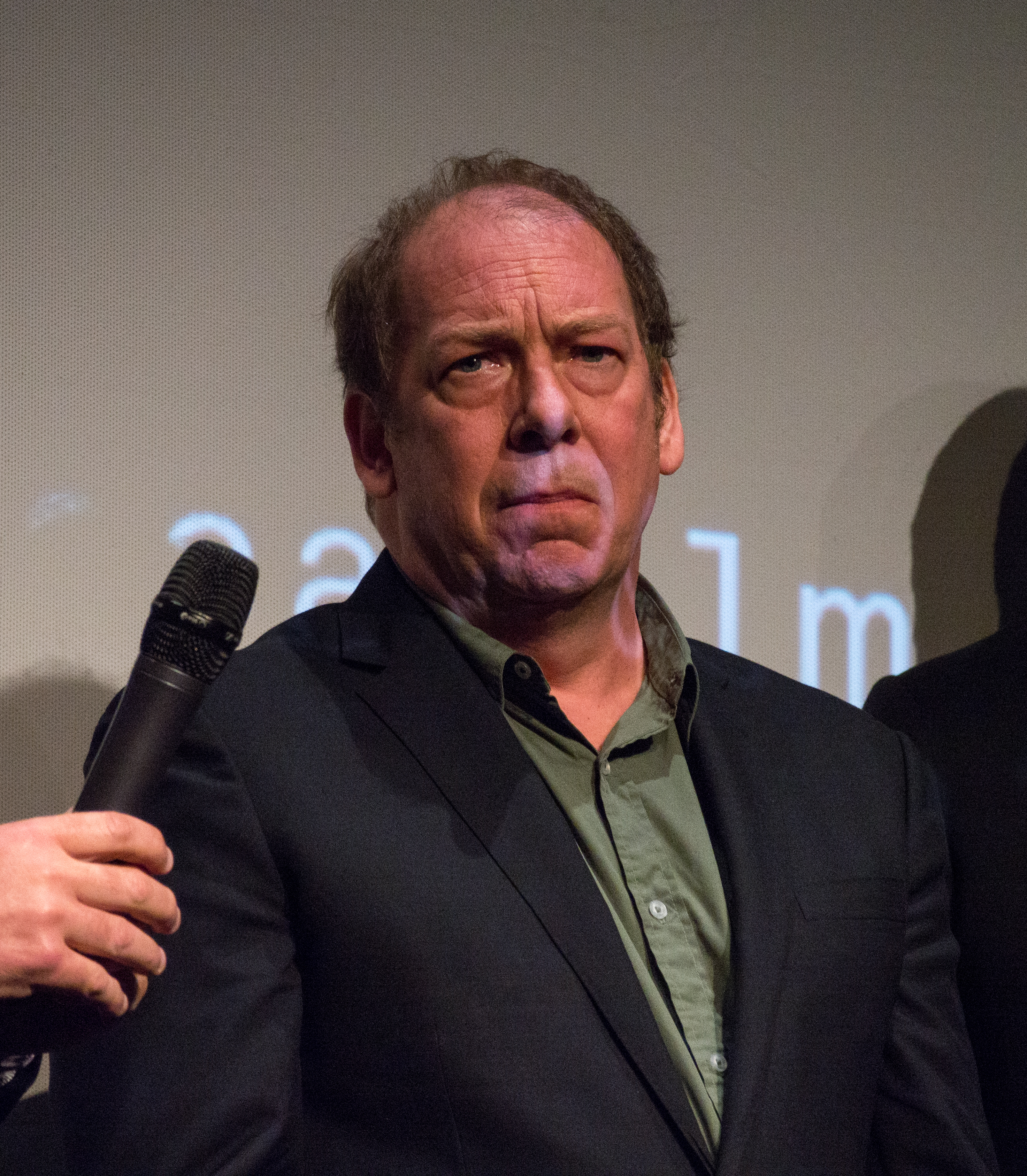
Bill Camp auf dem Tribeca Film Festival (2018)
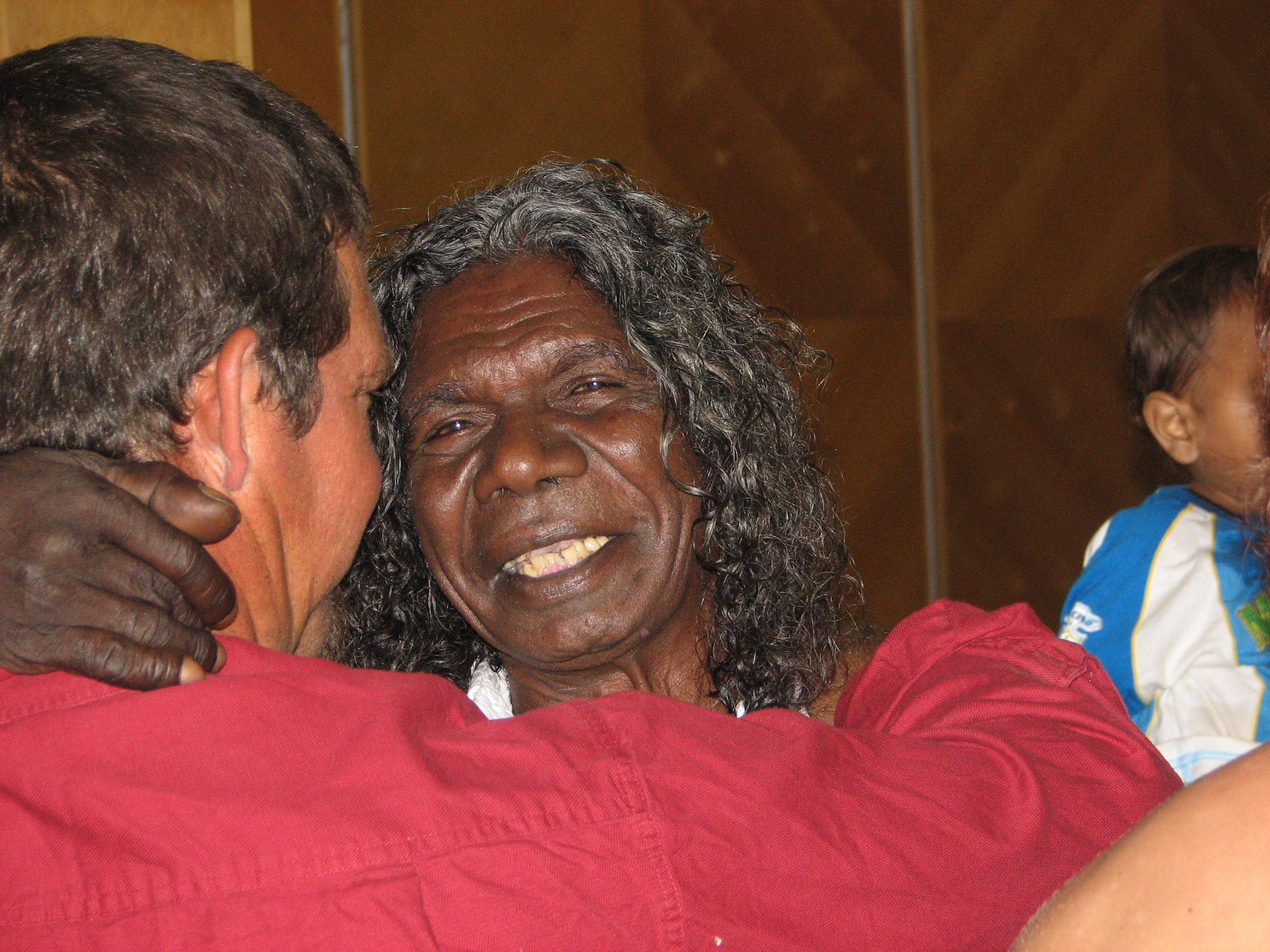
David Gulpilil im August (2007)
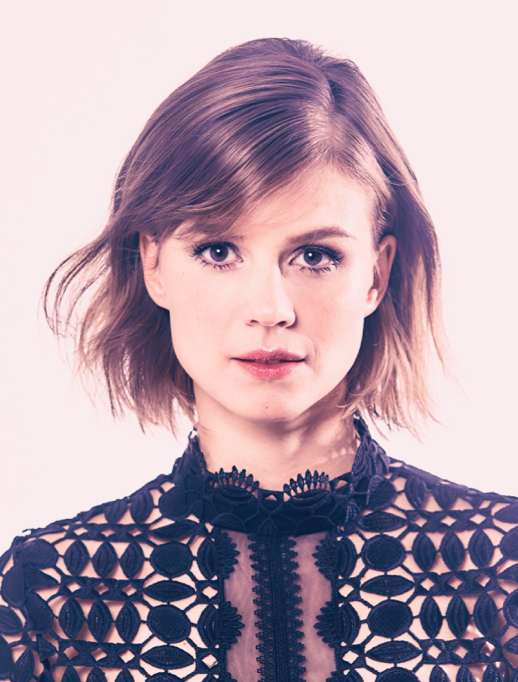
Katja Herbers

| Rolle                             | Schauspieler         | Nebenrolle (Episoden)            | Synchronsprecher |
| --------------------------------- | -------------------- | -------------------------------- | ---------------- |
| „Holy“ Wayne Henry Gilchrest, Jr. | Paterson Joseph      | 1.01–1.10, 2.08                  | Dietmar Wunder   |
| Gladys                            | Marceline Hugot      | 1.01–1.05, 1.09, 2.08            | Andrea Aust      |
| Isaac Rayney                      | Darius McCrary       | 2.01, 2.04, 2.09                 | Tilo Schmitz     |
| Virgil                            | Steven Williams      | 2.01–2.08                        | Jürgen Kluckert  |
| Evangeline „Evie“ Murphy          | Jasmin Savoy Brown   | 2.01–2.02, 2.09–3.01, 3.04, 3.07 | Maria Hönig      |
| David Burton                      | Bill Camp            | 2.08, 2.10, 3.05, 3.07           | Uwe Jellinek     |
| Grace Playford                    | Lindsay Duncan       | 3.02–3.04, 3.06–3.07             | Sabina Trooger   |
| Christopher Sunday                | David Gulpilil       | 3.03, 3.07                       |                  |
| Dr. Eden                          | Katja Herbers        | 3.04, 3.06, 3.08                 | Dide Penning     |
| Dr. Bekker                        | Victoria Haralabidou | 3.04, 3.06, 3.08                 |                  |

## Produktion
Kurz vor der Veröffentlichung von Tom Perrottas Roman The Leftovers erwarb HBO die Rechte für eine Serienentwicklung. Im Juni wurde der durch die Fernsehserie Lost bekannte Produzent Damon Lindelof zusammen mit Perrotta als Showrunner der Serie verpflichtet. Die Pilotfolge zur Serie bestellte HBO im Februar 2013. Eine Serienbestellung in Form von zehn Episoden erfolgte im September 2013. Ursprünglich war geplant, dass die Serie ihre Premiere nach dem vierten Staffelfinale der Serie Game of Thrones am 15. Juni 2014 haben werde. Mitte April wurde bekannt gegeben, dass die Produktion der Serie nach der sechsten Folge für zwei Wochen aussetzen werde. Dies sollte sich zuerst jedoch nicht auf den Ausstrahlungstermin auswirken. Zwei Wochen später wurde jedoch verkündet, dass die Premiere der Serie um zwei Wochen auf den 29. Juni 2014 verschoben werde, da die Produktion aufgrund von kreativen Gründen noch immer ruhte. Im August 2014 bestellte HBO aufgrund der konstanten Einschaltquote eine zehnteilige zweite Staffel. Im Dezember 2015 gab HBO die Produktion einer dritten und letzten Staffel in Auftrag.
Der Religionswissenschaftler Reza Aslan war von 2015 bis 2017 in 13 Episoden als beratender Produzent (englisch Consulting Producer) an der HBO-Serie beteiligt. Nach Aslan sind in dem filmischen Werk eine Reihe von Metaphern reininterpretiert worden, die es ermöglichen, über diverse Religionen zu sprechen und die den unterschiedlichsten Menschen gestatten, sich auf den Inhalt einzulassen, unabhängig davon, wie sie selbst ihre verschiedenen Glaubensrichtungen erleben und praktizieren.
Eine im Vergleich zu vielen zeitgenössischen Filmen durchgehende Requisite ist das Rauchen und Nutzen von Zigaretten. Obgleich das zentrale Thema der Serie, zumindest aus einer christlichen Sicht – was nach Perrotta aber gar nicht seine Intention war – sich mit dem spirituellen Sujet der Entrückung auseinandersetzt, sind doch weitere, durchgängige Aspekte in den Episoden, eher die Spannungen, Lösungsversuche und das Scheitern in der individuellen und kollektiven Trauerarbeit bzw. kulturellem Gedächtnis, vor dem Bewusstsein der persönlichen Vergänglichkeit des Lebens, bedeutend.

### Musik
Der musikalische Haupttitel der ersten Staffel verwendet The Leftovers (Haupttitelthema), ein Originalmusikstück des Komponisten Max Richter, sie wird begleitet von Bildern, Trickzeichnungen, die entsprechend an den Inhalt des Filmdramas adaptiert wurden und im Stil der Fresken aus den Deckengemälden der Sixtinischen Kapelle gehalten sind. Der von Max Richter komponierte Soundtrack ist am 2. Dezember 2014 als Download erschienen. Am 14. August 2015 wurde er zusätzlich auf CD veröffentlicht. Der Soundtrack der zweiten Staffel erschien am 19. Februar 2016 als Download.
Die zweite Staffel verwendet als Titelmusik den Song Let the Mystery Be von Iris DeMent. Darüber hinaus ändert sich die musikalische Begleitung zu den einzelnen Szenen und Bildern sowie gezeigten Personen. Aber auch Szenen meteorologischer Phänomene wie Regen, Wolken, Polarlicht und Blitze werden musikalisch hinterlegt. Insgesamt werden Sequenzen aus bekannter klassischer Musik, Opern etc. als Hintergrundmusik verwendet. So etwa dem Chorwerk Va, pensiero aus dem dritten Akt der Oper Nabucco von Giuseppe Verdi, welches in der zweiten Staffel, Folge 9 (13. Oktober) zu hören ist. Ferner werden unterschiedliche Musiken in der filmischen Erzählung und in die unterschiedlichen Szenen, zum Teil sich wiederholend, eingeblendet.
Staffel 3 behält die Eröffnung von Staffel 2 bei, jedoch mit einem anderen Titelsong für jede Episode, einschließlich Wiederholungen des Haupttitelthemas von Staffel 1 und Let the Mystery Be in den letzten beiden Folgen. In Staffel 3 können folgende weitere Werke gehört werden: Personal Jesus  von Richard Cheese, This Love Is Over von Ray LaMontagne und den Pariah Dogs, Ashrej mit den Cantor Benzion Miller, 1-800 Suicide  von Gravediggaz sowie, wie in Staffel 2 Let the Mystery Be von Iris DeMent.

### Kameraführung
Das Prinzip der Kameraführung war das sogenannte Einzelkamera-Setup (englisch Single-camera setup). Mit der Aufgabe wurde Todd McMullen betraut. Im Filmset wurden die verschiedenen Aufnahmen und Kamerawinkel mit ein und derselben Kamera oder aber mehreren in eine Richtung gerichteten Kameras aufgenommen. Meistens verwendete Todd McMullen zwei Kameras, manchmal drei oder mehr. Seine vornehmliche Intention war es, sich nicht in den szenischen Details zu verlieren. McMullen und sein Team versuchten, die Kamera so einzusetzen, als sei sie eine andere Figur in der Szene. Der Kameramann half dabei, die Geschichte zu erzählen, während er die Szene beobachtete. Die Aufnahmen fanden fast ausschließlich an realen Orten statt. Verwendet wurde eine digitale Kinokamera ARRI Alexa. Sie ist ein von ARRI entwickeltes digitales Filmkamerasystem, das auf SxS-Speicherkarten aufnehmen kann. Bei den Linsen handelte es sich um Optimo-Zoomobjektive von Angénieux, einschließlich 15–40 mm, 28–76 mm und 45–120 mm, sowie Panavision PVintage Prime Lenses.

## Ausstrahlung
In den Vereinigten Staaten startete die Serie am 29. Juni 2014 auf HBO. Die Ausstrahlung der ersten Staffel wurde am 7. September 2014 beendet. Die zweite Staffel wurde vom 4. Oktober bis zum 6. Dezember 2015 gezeigt. Die dritte und letzte Staffel wurde vom 16. April bis zum 4. Juni 2017 ausgestrahlt.
In Deutschland waren die Folgen von Staffel 1 bereits einen Tag nach ihrer Erstausstrahlung über Sky Go im Originalton abrufbar. Die deutschsprachige Erstausstrahlung der ersten Staffel war vom 24. Oktober bis zum 19. Dezember 2014 auf Sky Atlantic HD zu sehen. Die jeweils neuen Folgen sowie eine Preview-Folge sind auch über Sky Go und Sky Anytime abrufbar. Die deutsche Erstausstrahlung der zweiten Staffel fand vom 11. Dezember 2015 bis zum 19. Februar 2016 statt. Staffel 3 war in der deutschsprachigen Erstausstrahlung vom 17. Juli bis zum 4. September 2017 auf Sky Atlantic HD zu sehen.

## Rezeption

### Kritiken

#### Staffel 1
Die erste Staffel der Serie erhielt bei Metacritic überwiegend gemischte bis gute Kritiken und ein Metascore von 65/100 basierend auf 42 Rezensionen.
Der Serienjunkies.de-Kritiker Axel Schmitt vergab die Höchstwertung von 5 Sternen für die Pilotepisode und schrieb, dass The Leftovers „die Geschichte der Hinterbliebenen als grandios düsteres Sittengemälde, als existenzialistische Gesellschaftsbeobachtung voller Exzentrik“ erzählt.
Karoline Meta Beisel von der Süddeutschen Zeitung bezeichnete The Leftovers als „eine einzige lange Therapiesitzung“, in der es „um Trauer, machtlosen Zorn und Wunden ohne Heilungschancen“ gehe.
Für Brian Tallerico von RogerEbert.com vergibt The Leftovers „trotz der hervorragenden Besetzung Chancen“. Die Handlung der Serie ist für ihn „nach der Pilotfolge überraschend flach“ und „trotz der thematischen Inhalte, welche man verarbeiten könnte, fehlt es The Leftovers oftmals völlig an visuellem Selbstvertrauen, diese umzusetzen“. Was die Serie für Tallerico neben Perrotas Roman „interessant macht, ist die Besetzung“, wodurch die Serie „ein Ensemblestück in jeder Hinsicht“ ist.
Ein kritisches Fazit zieht Mark Perigard vom Boston Herald, für den „fast jede Szene in The Leftovers danach schreit künstlerisch zu sein“ und „den Zuschauer mit einer Serie zurücklässt, die Woche für Woche in selbstgefälliger Selbstherrlichkeit, melancholisch und trostlos dahingeschwelgt“.

#### Staffel 2
Staffel 2 erhielt mit 80 von 100 Punkten bei Metacritic überwiegend positive Bewertungen, basierend auf 22 Rezensionen.
Axel Schmitt von Serienjunkies.de urteilt am Ende der zweiten Staffel, dass man The Leftovers „einen Qualitätssprung ansieht, den die schon in der ersten Staffel grandiose Serie noch einmal gemacht hat“. Ebenso sieht Schmitt, dass es „kaum noch eine Episode gibt, die nicht als „herausragend“ tituliert werden kann“ und plädiert, noch „mehr von diesem herausragenden Fernsehen [in Form einer dritten Staffel] zu produzieren“.
Für Daniel Fienberg vom Hollywood Reporter „beweist Staffel 2 […], dort wo sich die erste Staffel von The Leftovers manchmal engstirnig anfühlte, […] auf Anhieb, dass die Serie derzeit grenzenlos ist“. Obwohl Fienberg „ein Fan der ersten Staffel war, war er nicht immer eins“ mit ihr, doch „nach drei Folgen [ist er] an Staffel 2 gefesselt“. Er hebt insbesondere die „herausragenden schauspielerische Leistungen“ hervor, mitsamt „den jungen und älteren Schauspielern, welche oft der Fluch in Fernsehserien“ sind. Trotzdem sollte der Zuschauer „keine Antworten erwarten und das Geheimnis ruhen lassen“.
Brian Lowry von Variety gibt nach drei Folgen der zweiten Staffel ein gemischtes Fazit ab. Obwohl die Serie für ihn „lobenswerte Ansätze verfolgt“, zeigt The Leftovers, wie schon in der ersten Staffel, dass „sich die Geschichte in keiner zusammenhängenden Art weiterentwickelt“ und „sich die Serie in ihrem Stil gleichermaßen zerfahren anfühlt“.

#### Staffel 3
Die mit 98 von 100 Punkten, basierend auf 17 Rezensionen, bei Metacritic bewertete dritte Staffel, überzeugt die Kritiker einstimmig.
In seiner Kritik zur letzten Folge von The Leftovers, kommt Axel Schmitt von Serienjunkies.de zu dem Fazit, dass „Damon Lindelof, Tom Perrotta, Max Richter und alle ihre Kollegen […] eine der besten Serien der vergangenen Jahre, vielleicht sogar eine der besten Dramaserien“ produziert haben. Die Serie dringe nicht nur „zu den existenzialistischen Fragen unseres Lebens“ vor, sondern ist „auch wahnsinnig unterhaltsam, in der zweiten und dritten Staffel sogar wunderbar witzig“.
Für Sophie Gilbert von der Fachzeitschrift The Atlantic folgt die dritte Staffel von The Leftovers „dem Muster der vorherigen Staffeln, gräbt die Erwartungen jedoch um“ und ist „bravouröses Fernsehen“ mit „fortwährend außergewöhnlichen Leistungen“. Gilbert betont, dass es „nicht um das geht was passierte, was laut Lindelof garantiert nie enthüllt werden wird, sondern um die aufschlussreiche Möglichkeiten, welche wir durch ein solches unerklärliches Ereignis verwenden könnten, um Rückschlüsse für unsere eigene sterbliche Existenz zu ziehen“.
Maureen Ryan von Variety urteilt, dass die letzte Staffel von The Leftovers „in jeder Hinsicht […] spektakulär“ ist. Die Serie sei „unverzichtbar, da sie versteht, dass Popkultur und religiöse Institutionen, Versuchsansammlungen sind, um Sinn, Strukturen, Gemeinschaft und Zusammenhalt zu finden“. Dies erkläre, „weshalb wir uns mit einer solchen Vehemenz mit einem Serienfinale und heiligen Schriften auseinandersetzen“.

### Auszeichnungen

#### Staffel 1
- Gewonnen:
  - Critics’ Choice Television Awards 2014 – Vielversprechendste neue Serie
  - Hollywood Music in Media Awards – Beste Titelmusik Fernseh-/Streamingserie – Max Richter
  - Hollywood Music in Media Awards – Bester Musikschnitt Fernsehen – Liza Richardson
- Nominierungen:
  - Critics’ Choice Television Awards 2015 – Bester Nebendarsteller in einer Dramaserie – Christopher Eccleston
  - Critics’ Choice Television Awards 2015 – Bester Nebendarstellerin in einer Dramaserie – Carrie Coon
  - Gold Derby TV Awards – Beste Nebendarstellerin Dramaserie – Carrie Coon
  - International Film Music Critics Award – Beste Musik Dramaserie – Max Richter
  - Satellite Awards – Beste Genre-Serie
  - Satellite Awards – Bester Nebendarsteller – Christopher Eccleston
  - Satellite Awards – Beste Nebendarstellerin – Ann Dowd
  - Writers Guild of America Awards – Long Form Adapted – Damon Lindelof und Tom Perrotta (Episode „Einer von Fünfzig“)

#### Staffel 2
- Gewonnen:
  - Critics’ Choice Television Awards – Beste Hauptdarstellerin Dramaserie – Carrie Coon
  - Gold Derby TV Awards – Beste Drama-Episode – „Auftragskiller“

- Nominierung:
  - Critics’ Choice Television Awards – Beste Dramaserie
  - Critics’ Choice Television Awards – Bester Hauptdarsteller Dramaserie – Justin Theroux
  - Critics’ Choice Television Awards – Beste Hauptdarstellerin Dramaserie – Carrie Coon
  - Critics’ Choice Television Awards – Bester Nebendarsteller Dramaserie – Christopher Eccleston
  - Critics’ Choice Television Awards – Beste Nebendarstellerin Dramaserie – Regina King
  - Critics’ Choice Television Awards – Beste Nebendarstellerin Dramaserie – Ann Dowd
  - Gold Derby TV Awards – Beste Dramaserie
  - Gold Derby TV Awards – Ensemble des Jahres
  - Gold Derby TV Awards – Bester Hauptdarsteller Dramaserie – Justin Theroux
  - Gold Derby TV Awards – Beste Hauptdarstellerin Dramaserie – Carrie Coon
  - Gold Derby TV Awards – Bester Nebendarsteller Dramaserie – Christopher Eccleston
  - Gold Derby TV Awards – Beste Nebendarstellerin Dramaserie – Regina King
  - Satellite Awards – Beste Genre-Serie
  - Television Critics Association Awards – Outstanding Achievement Drama
  - USC Scripter Award – Beste Handlung Fernsehen – Damon Lindelof und Jacqueline Hoyt (Episode „Axis Mundi“)
  - Writers Guild of America Awards – Drama-Episode – Damon Lindelof und Nick Cuse (Episode „Auftragskiller“)

#### Staffel 3
- Gewonnen:
  - Gold Derby TV Awards – Beste Drama-Episode – „Das Buch Nora“
  - TCA Awards – Beste individuelle schauspielerische Leistung – Carrie Coon für The Leftovers und Fargo

- Nominierung:
  - Gold Derby TV Awards – Beste Dramaserie
  - Gold Derby TV Awards – Ensemble des Jahres
  - Gold Derby TV Awards – Bester Hauptdarsteller – Justin Theroux
  - Gold Derby TV Awards – Beste Hauptdarstellerin – Carrie Coon
  - Gold Derby TV Awards – Beste Nebendarstellerin – Ann Dowd
  - Gold Derby TV Awards – Bester Nebendarsteller Dramaserie – Christopher Eccleston
  - Primetime Emmy Awards – Beste Gastdarstellerin Dramaserie – Ann Dowd
  - Satellite Awards – Beste Genre-Serie
  - Satellite Awards – Beste Hauptdarstellerin Dramaserie – Carrie Coon
  - Satellite Awards – Bester Nebendarsteller Fernsehserie, Miniserie oder Fernsehfilm – Christopher Eccleston
  - TCA Awards – Fernsehserie des Jahres
  - Writers Guild of America Awards – Drama-Episode – Tom Perrotta, Damon Lindelof und Tom Spezialy (Episode „Das Buch Nora“)

## DVD- und Blu-ray-Veröffentlichung
Vereinigte Staaten
- Staffel 1 erschien am 6. Oktober 2015
- Staffel 2 erschien am 9. Februar 2016
- Staffel 3 erschien am 10. Oktober 2017

Deutschland
- Staffel 1 erschien am 8. Oktober 2015
- Staffel 2 erschien am 13. Oktober 2016
- Staffel 3 erschien am 21. Dezember 2017

## Unterschiede zwischen Romanvorlage und Drehbuch (Auswahl)
Sowohl im Roman, wie auch in der Erzählung des Filmes, geht es im Kern um die Problematiken von traumatischer Trennung und Verlust und den Lösungsversuchen der einzelnen fiktiven Akteure bzw. Figuren in der Handlung und den einzelnen Handlungssträngen.
Im Zuge der Adaption von Tom Perrottas Roman in eine mehrteilige Fernsehserie musste er und der ausführende Produzent Damon Lindelof einige Änderungen vornehmen. So wurden die Charaktere geändert oder auch neu geschaffen, Beziehungen wurden neu interpretiert, Handlungen neu geschrieben, um so die Langlebigkeit der Geschichte zu erhöhen. Verschiedene, sowohl in der ursprünglichen Buchvorlage, wie auch im Film vorkommende Charaktere, gleichen Namens werden anders akzentuiert, handeln verschieden oder treten in einem anderen erzählerischen Zeitgefüge auf. In der Serie gibt es weitaus mehr Anspielungen auf das Übernatürliche als im Buch, die Mystifikationen und Mehrdeutigkeiten in Bezug auf eine zentrale Frage: „Ist es übernatürlich oder ist es real?“ nimmt in der Verfilmung eine höhere Wertigkeit ein. So tauchen symbolisch beladene Tiere, Traumsequenzen und übernatürliche Elemente auf.
Die männliche Hauptfigur Kevin Garvey Jr. ist in der Serie ein Polizeichef, der Stadt Mapleton (Niagara County) unweit von New York und kein Geschäftsmann, der Bürgermeister von Mapleton (Ohio) wird. Im Roman wird Laurie Garvey als Mutter und Hausfrau geschildert. Das Einkommen der Familie resultiert aus Kevins Alkohol-Megastores Kette (englisch Patriot Liquor Megastores), die er geerbt und verkauft hatte. Denn der Charakter des Kevin Seniors ist eine Erfindung der Serie, im Buch sind beide Eltern von Kevin verstorben.
In der Serie ist Laurie eine sehr erfolgreiche Psychotherapeutin und der Lebensunterhalt resultiert aus beiden Einkommen. Dass Laurie, zum Zeitpunkt des unerklärlichen Verschwindens schwanger gewesen war, ist eine Neuerung aus der Serie.
Die Bürgermeisterin in der Serie ist eine Frau, Lucy Warburton. Bei der dreijährigen Gedenkparade zum unerklärlichen Verschwinden, hielten die Guilty Remnant Schilder hoch, sie blieben aber unversehrt. Anders in der Serie, hier übten einige Bürger der Stadt gegenüber den Kultmitgliedern Gewalt aus und verprügeln viele von ihnen.
In der Romanvorlage sind der Priester Matt Jamison und Nora nicht miteinander verwandt, in der Serie sind sie Bruder und Schwester. Im Roman lernt Nora den Reverend über ihre Schwester kennen, und er hält regelmäßig bei Nora „Seelsorge-Sitzungen“ (englisch „spiritual counseling“ sessions) ab. Was Reverend Matt Jamison betrifft, so nimmt er im Roman eine wenig relevante Rolle ein, in der Serie aber kommt ihm an der Seite von Nora und Kevin eine bedeutende Rolle zu. Während des Tanzabends in der Highschool, bei dem sich Nora und Kevin vor den Schließfächern treffen, kommt die Frau, die eine Affäre mit Noras Ehemann Doug hatte, um mit ihr zu sprechen und um sich zu entschuldigen. Dies wird in der Serie nicht so inszeniert. Während Nora im Werk von Perrotta keine Arbeit hat, ist sie in der Verfilmung im „Department of Sudden Departure“ tätig. Während in der Serie die Scheidungen von jeweils Noras und Kevins Ehepartner, die erneute Begegnung von beiden bedingen, ruft Nora im Roman Kevin an und fragt, ob er morgen mit ihr nach Florida gehen möchte. Seine Antwort lautet, zwei Tage später seien besser, aber er geht dann mit ihr dorthin. Im Roman wird Nora nicht von ihrem Ehemann geschieden.
Pattis Selbstmord mit einer Glasscheibe ist eine Erfindung der Serie. Im Roman bleibt sie Mitglied bei den Guilty Remnant bis zum Ende der Erzählung. Die Australienreise wichtiger Protagonisten der Verfilmung, wie auch die LADR-Maschine (englisch teleportation device), sind nicht im Buch enthalten. Überhaupt weist jede Staffel eine eigene Hauptlokalität auf, etwa die fiktive Stadt Mapleton im Bundesstaat New York, die kleine fiktive texanische Stadt Jarden, die während der Abreise auf wundersame Weise keinen einzigen Bürger verlor und letztlich der australische Bundesstaat Victoria. Diese Orte werden nicht im Roman erzählt.
Was im Roman und der Verfilmung gleich bleibt, Laurie ist Kevins Frau. Sie verließ ihn und ging zu den „Die Schuldig Verbliebenen“. Sein Sohn Tom hat das College abgebrochen, um in Kalifornien Holy Wayne und dem Healing Hug Movement zu folgen und arbeiten. Um Christine und den neugeborenen Sohn, dessen Vater tatsächlich Holy Wayne ist, kümmert sich Tom. Kevins Tochter Jill ist ein Teenager, die ihre Zeit mit ihrer Freundin Aimee verbringt. Auch ein Weihnachtsgeschenk von Jill an Laurie, ein rotes BIC-Feuerzeug mit der aufgemalten Aufschrift „Vergiß mich nicht“ (englisch Don’t Forget Me) weist Ähnlichkeiten zum Film auf. Dort wurde aus dem einfachen Plastikfeuerzeug ein Zippo mit einer eingravierten Aufschrift gleichen Inhalts, dafür wurde die Dramaturgie des „Beschenkt-seins und Erinnerns“ vertieft und neu interpretiert.
Nora beschließt, Mapleton zu verlassen und eine neue Identität anzunehmen. Sie ändert ihr Aussehen und verkauft ihr Haus. Da sie nicht einfach weglaufen möchte, schreibt sie einen Brief an Kevin, um sich ihm zu erklären, warum sie vor ihm weglaufen will. Nora entscheidet sich dafür, den Brief persönlich zu übergeben, anstatt ihn zu verschicken.
Der Roman endet dann damit, dass Nora bei Kevin vorbeikommt, sie findet dort ein Baby auf seiner Veranda. Obwohl sie nicht weiß, woher es stammt, nimmt sie es an. Das Kind wurde von Tom auf der Veranda abgesetzt, damit sein Vater sich um es kümmert, nachdem Christine ihn und ihr Neugeborenes verlassen hatte. Als Kevin nach Hause kommt, wartet eine buchstäblich veränderte Nora auf ihn, mit einem scheinbar wundersamen Baby in den Armen. „Schau, was ich gefunden habe“ (englisch Look what I found, she told him) sagt sie zu ihm. Es ist der letzte Satz des Buches.